# Tsai Ing-wen
Tsai Ing-wen (en chino tradicional, 蔡英文; pinyin, Cài Yīngwén; Wade-Giles, Ts'ai Ing-wen; Taipéi, 31 de agosto de 1956) es una política y académica taiwanesa que se desempeñó como presidenta de la República de China (Taiwán) desde 2016 hasta 2024. Miembro del Partido Progresista Democrático (PPD), Tsai es la primera mujer presidente de Taiwán. Se ha desempeñado como presidenta del PPD desde 2020 a 2023 y anteriormente de 2008 a 2012 y de 2014 a 2018.
Tsai creció en Taipéi y estudió derecho y comercio internacional, y más tarde se convirtió en profesora de derecho en la Facultad de Derecho de la Universidad Soochow y en la Universidad Nacional Chengchi después de obtener un LLB de la Universidad de Taiwán y un LLM de la Facultad de Derecho de Cornell. Más tarde estudió derecho en la Escuela de Economía y Ciencias Políticas de Londres, con su tesis titulada "Prácticas comerciales desleales y acciones de salvaguardia", y obtuvo un doctorado en derecho de la Universidad de Londres. En 1993, como independiente (sin afiliación partidista), fue nombrada para una serie de cargos gubernamentales, incluido el de negociadora comercial para asuntos de la OMC, por el entonces partido gobernante Kuomintang (KMT) y fue una de las principales redactoras de la doctrina del estado especial de las relaciones entre estados bajo el presidente Lee Teng-hui.
Durante el primer mandato de la presidencia de Chen Shui-bian, Tsai se desempeñó como ministra del Consejo de Asuntos del Continente. Se unió al PPD en 2004 y se desempeñó brevemente como miembro general del Yuan Legislativo nominada por el PPD, y luego fue nombrada vice primera ministra bajo el mando del primer ministro Su Tseng-chang hasta la renuncia masiva del gabinete en 2007. Tras la derrota del PPD en las elecciones presidenciales de 2008, fue elegida presidenta del partido PPD, pero renunció cuando el partido perdió las elecciones presidenciales de 2012.
Tsai se postuló para la alcaldía de la ciudad de Nueva Taipéi en las elecciones municipales de 2010, pero fue derrotada por el candidato del KMT, Eric Chu. En abril de 2011, Tsai se convirtió en la primera mujer nominada por un partido importante como candidata presidencial en la historia de Taiwán después de derrotar a su ex superior, Su Tseng-chang, en las primarias del PPD por un ligero margen. En la quinta elección presidencial de 2012, fue derrotada por el entonces presidente Ma Ying-jeou, pero ganó su primer mandato presidencial en las elecciones presidenciales de 2016 de forma aplastante. En las elecciones de 2020, fue reelegida como presidenta con una mayor proporción de votos. Tsai es el segundo presidente del Partido Democrático Progresista y el primer presidente que nunca ha ocupado un cargo ejecutivo electo anteriormente.
Tsai fue nombrada una de las personas más influyentes por la revista Time en 2020 y ocupó el puesto número 9 entre las mujeres más poderosas de Forbes y la mujer política número 2 después de Kamala Harris en 2021.

## Primeros años y carrera
Tsai nació en el Mackay Memorial Hospital en el distrito de Zhongshán, Taipéi, Taiwán el 31 de agosto de 1956, la menor de once hijos. Su padre, Tsai Chieh-sheng (1918–2006), era un hombre de negocios que dirigía un taller de reparación de automóviles y su madre, Chang Chin-fong (1925–2018), era ama de casa. Su nombre de pila, Ing-wen (英 文), fue elegido por prácticas de nombres genealógicos. Si bien estos sugirieron la ortografía 瀛文, su padre sintió que el carácter 瀛 tenía demasiados trazos y decidió reemplazarlo con el carácter 英. Durante su período de escuela secundaria, estudió en la escuela secundaria femenina Zhongshán Municipal de Taipéi.[16] Estudió derecho a instancias de su padre. Después de graduarse en la Facultad de Derecho de la Universidad de Taiwán en 1978, Tsai obtuvo una Maestría en Derecho en la Facultad de Derecho de la Universidad Cornell en 1980. Luego estudió derecho en la Escuela de Economía de Londres y obtuvo un Ph.D. en derecho de la Universidad de Londres en 1984. A su regreso a Taiwán, enseñó derecho en la Facultad de Derecho de la Universidad Soochow y la Universidad Nacional Chengchi, ambas en Taipéi.
Tsai también fue nombrada miembro de la Comisión de Comercio Justo y la Comisión de Derechos de Autor. Se desempeñó como consultora del Consejo de Asuntos del Continente y del Consejo de Seguridad Nacional. También dirigió el equipo de redacción del Estatuto que rige las relaciones con Hong Kong y Macao (chino: 港澳關係條例).

## Ascenso en la política
En 2000, Tsai recibió el nombramiento de alto perfil de presidente del Consejo de Asuntos del Continente. Confirmando la creencia generalizada de que mantenía simpatías pan-verdes, Tsai se unió al Partido Progresista Democrático (PPD) en 2004. Posteriormente, fue nominada por el PPD para ser candidata en las elecciones legislativas de 2004 y fue elegida como legisladora general.
El 26 de enero de 2006, Tsai fue nombrada vicepresidenta del Yuan Ejecutivo, cargo comúnmente conocido como vice primer ministro. Al mismo tiempo, se desempeñó como presidenta de la Comisión de Protección al Consumidor.
El 17 de mayo de 2007, Tsai, junto con el resto del gabinete del primer ministro saliente Su Tseng-chang, renunció para dar paso al primer ministro entrante Chang Chun-hsiung y su gabinete. El primer ministro Chang nombró a Chiou I-jen, el secretario general titular de la Oficina Presidencial para reemplazar a Tsai como vice primer ministro. Luego se desempeñó como presidenta de TaiMedBiologics, una empresa de biotecnología con sede en Taiwán. El Kuomintang acusó a Tsai de contratar trabajo del gobierno para TaiMedBiologics durante su mandato como vice primera ministra, mientras planeaba dejar el gobierno y dirigir la empresa posteriormente. Posteriormente fue absuelta de todas las supuestas irregularidades.
En la búsqueda del candidato del Kuomintang, Ma Ying-jeou, de su compañero de fórmula para las elecciones presidenciales de la República de China de 2008, se sugirió sorprendentemente a Tsai, miembro del PPD. Ma afirmó que no había criterios establecidos para un compañero de fórmula, que su búsqueda no estaría definida por género, ocupación o incluso afiliaciones a partidos políticos.
El 19 de mayo de 2008, Tsai derrotó a Koo Kwang-ming en las elecciones para presidente del PPD y sucedió al saliente Frank Hsieh como presidente del partido en el duodécimo mandato. Fue la primera mujer en presidir un importante partido político taiwanés.

## Líder del PPD

### Primer periodo: 2008–2012
Tsai asumió el cargo el 20 de mayo de 2008, el mismo día en que Ma Ying-jeou asumió como presidente. Ella dijo que el PPD trabajaría para profundizar el movimiento de localización taiwanés mientras defiende la justicia social. Criticó a Ma por mencionar relaciones más estrechas a través del Estrecho, pero nada sobre la soberanía y la seguridad nacional de Taiwán.
Tsai cuestionó la postura de Ma sobre el estatus soberano de Taiwán. Ma enfatizó la importancia del llamado Consenso de 1992 y calificó a Tsai de extremista independentista de Taiwán. Tsai criticó al gobierno de Ma por no responder a su pregunta y etiquetar a otros.

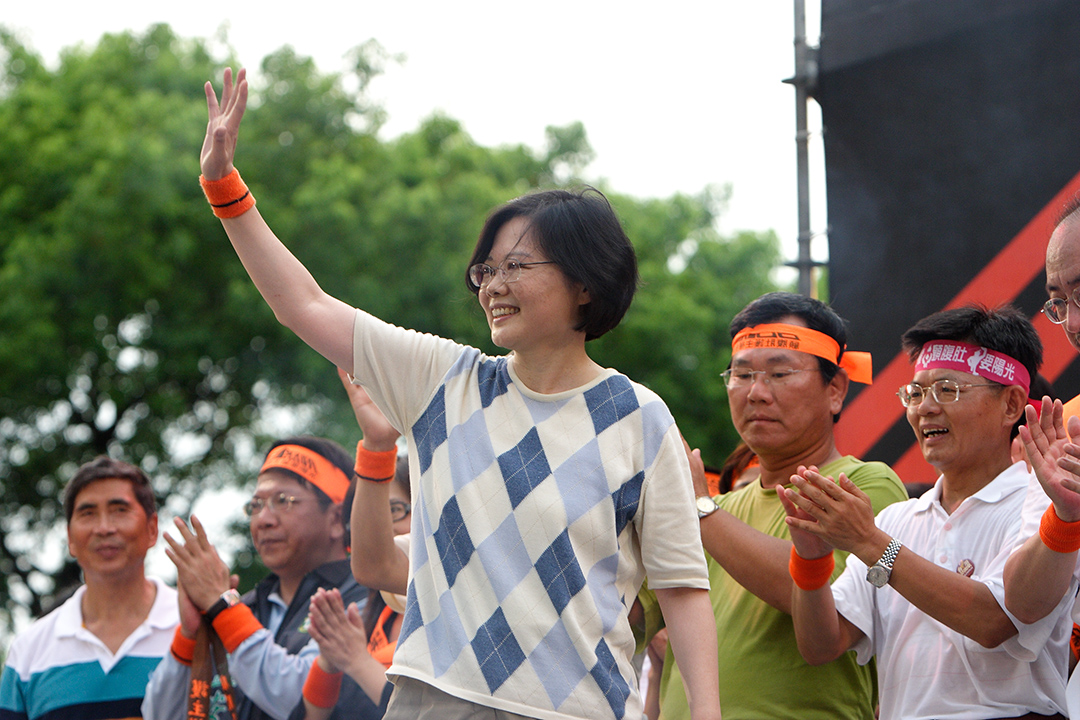
Tsai, como líder del PPD, participando en una manifestación organizada por el PPD en 2008.

Después de que el expresidente Chen Shui-bian reconociera la transferencia de fondos de campañas pasadas al extranjero, Tsai se disculpó ante el público y también dijo que el PPD no intentaría encubrir las supuestas fechorías de Chen. La Comisión de Gobierno Limpio se creó para investigar la corrupción dentro del PPD.
El 25 de abril de 2010, Tsai participó en un debate televisado contra el presidente y presidente del Kuomintang, Ma Ying-jeou, sobre un acuerdo comercial propuesto, el Acuerdo Marco de Cooperación Económica (AMCE); Si bien el presidente Ma creía que el AMCE aumentaría las exportaciones taiwanesas a China continental y reduciría las tasas de desempleo, Tsai dijo que "eventualmente obligará a Taiwán a abrirse a las exportaciones chinas baratas" y ciertas industrias nacionales se verán perjudicadas por la invasión comercial del continente. Tsai también dijo que el pacto "hará que Taiwán pierda su independencia en las relaciones a través del Estrecho y se convierta en un parásito chino" y que Taiwán debería negociar con China bajo el marco multilateral de la Organización Mundial del Comercio, que ofrecería más protecciones comerciales y enfatizaría las características distintivas de Taiwán como estado.
Bajo el liderazgo de Tsai, junto con algunas de las políticas impopulares del KMT, el PPD recuperó impulso en las elecciones de 2009, luego de grandes derrotas entre 2006 y 2008. En 2010, fue reelegida como presidenta del PPD.
Tsai hizo una declaración controvertida en mayo de 2010 afirmando que la República de China era un "gobierno en el exilio" no nativo de Taiwán; sin embargo, el 8 de octubre de 2011, dos días antes de las celebraciones del centenario de la Día del Doble Décimo, Tsai cambió su declaración, afirmando que "La República de China es Taiwán, Taiwán es la República de China, y el gobierno actual de la República de China ya no está gobernado por un poder político no nativo".
Tsai renunció como presidenta del PPD después de perder su candidatura a las elecciones presidenciales de 2012 ante el titular Ma Ying-jeou.

### Segundo periodo: 2014–2018
El 15 de marzo de 2014, Tsai anunció que volvería a postularse para jefa del partido del PPD contra el titular Su Tseng-chang y Frank Hsieh. Sin embargo, tanto Su como Hsieh abandonaron las elecciones después del Movimiento Estudiantil Girasol. Tsai derrotó al comisionado adjunto del condado de Kaohsiung, Kuo Tai-lin, por 79 676 votos.
Tsai llevó al PPD a una victoria histórica en las elecciones locales celebradas el 29 de noviembre de 2014, en las que el partido aseguró el liderazgo de 13 de los 22 municipios y condados de Taiwán. La sorprendente victoria del PPD en las elecciones fortaleció la posición de Tsai dentro del partido y la colocó como favorita en las elecciones presidenciales de 2016; anunció su segunda candidatura a la presidencia el 15 de febrero de 2015. El 16 de enero de 2016, ganó las elecciones de forma aplastante, con el 56,12% de los votos, superando a su oponente Eric Chu, que obtuvo el 31,07% de los votos.
El 24 de noviembre de 2018, renunció como líder del Partido Progresista Democrático y rechazó la renuncia del primer ministro William Lai luego de una gran derrota en las elecciones locales.

### Tercer periodo: 2020-actualidad
Tsai reasumió el liderazgo del Partido Progresista Democrático de Cho Jung-tai el 20 de mayo de 2020, cuando asumió su segundo mandato presidencial.

## Campañas presidenciales

### 2012
El 11 de marzo de 2011, Tsai Ing-wen anunció oficialmente su candidatura a la nominación presidencial del Partido Progresista Democrático. El 27 de abril de 2011, Tsai se convirtió en la primera mujer candidata presidencial en Taiwán después de derrotar al ex primer ministro Su Tseng-chang por un pequeño margen en una encuesta telefónica a nivel nacional (de más de 15 000 muestras) que sirvió como primaria del partido. Tsai compitió contra el entonces presidente Ma Ying-jeou del Kuomintang y James Soong del Partido Primero el Pueblo en la quinta elección presidencial directa, que se llevó a cabo el 14 de enero de 2012. Obteniendo el 45% de los votos, admitió su derrota ante el presidente Ma en una conferencia de prensa internacional y renunció a su puesto como presidenta del PPD.

### 2016

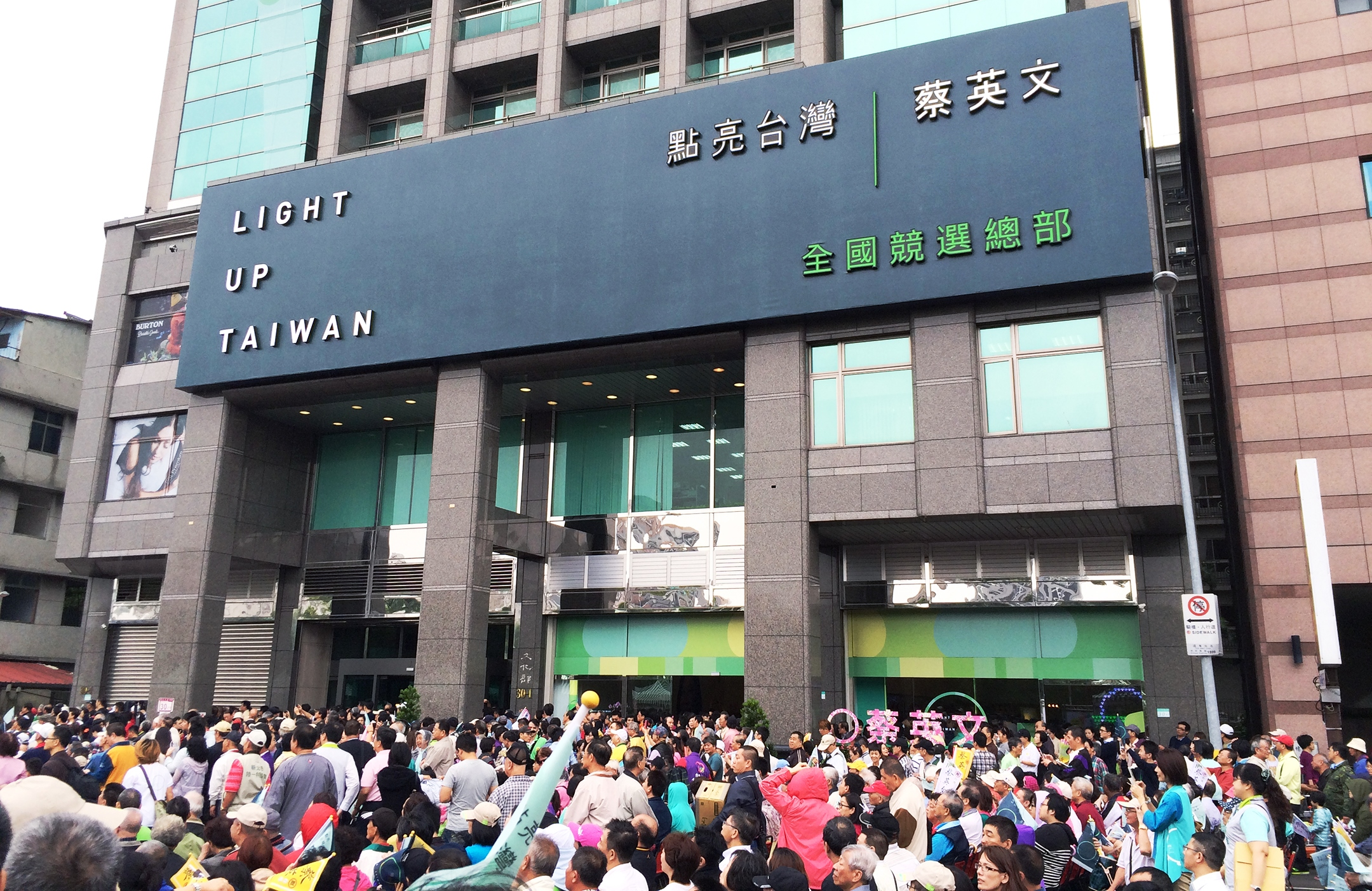
Sede de la campaña de Tsai en 2016.

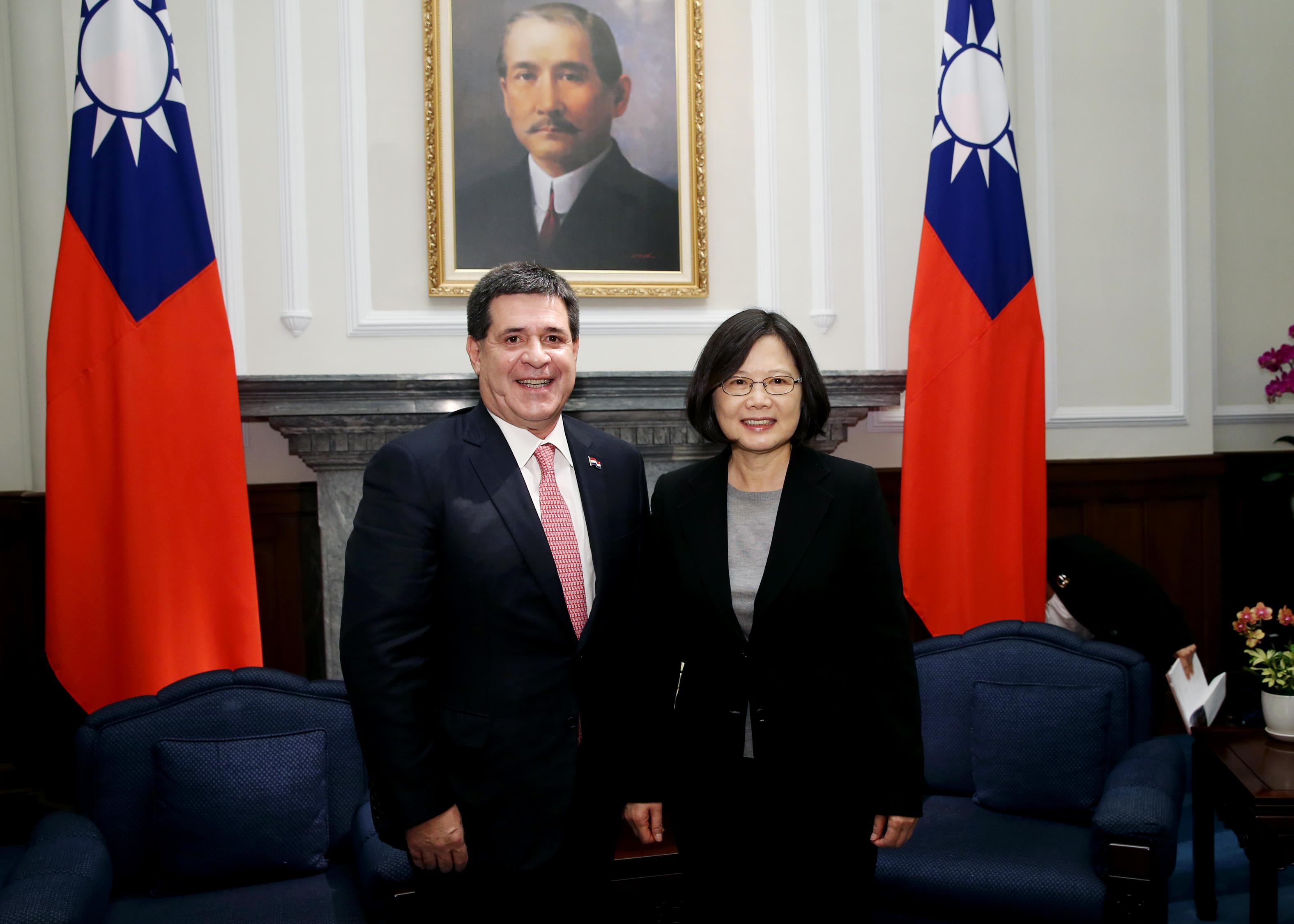
La presidenta Tsai y el presidente de Paraguay, Horacio Cartes, en Taiwán, 20 de mayo de 2016.

El 15 de febrero de 2015, Tsai se registró oficialmente para las primarias de nominación presidencial del Partido Progresista Democrático. Aunque William Lai y Su Tseng-chang fueron vistos como posibles oponentes, Tsai fue la única candidata que participó en las primarias y el PPD la nominó oficialmente como candidata presidencial el 15 de abril.
Durante el verano de 2015, Tsai se embarcó en una visita a los Estados Unidos y se reunió con varios legisladores estadounidenses, incluidos los senadores John McCain y Jack Reed. En su discurso dirigido a la diáspora taiwanesa en la costa este de los Estados Unidos, Tsai señaló su voluntad de cooperar con la creciente coalición del Tercer Partido en Taiwán en las próximas elecciones generales. El 14 de noviembre, la campaña de Tsai anunció que había elegido a Chen Chien-jen como candidato a la vicepresidencia del PPD. El 16 de enero de 2016, Tsai ganó las elecciones presidenciales y superó a su oponente Eric Chu por un margen del 25,04%. Tsai asumió como presidente el 20 de mayo de 2016.
Después de su elección, Tsai fue nombrada una de las "100 personas más influyentes" en la edición del 2 de mayo de 2016 de la revista TIME.

### 2020
Tsai anunció el 19 de febrero de 2019 a través de una entrevista con CNN que se postularía para la reelección como presidenta en 2020. Se registró para postularse en las primarias presidenciales del Partido Progresista Democrático el 21 de marzo de 2019. Tsai derrotó a William Lai en las primarias y el Partido Progresista Democrático la nominó como su candidata para las elecciones presidenciales de 2020 el 19 de junio de 2019. Tsai y Lai formaron la candidatura del Partido Progresista Democrático el 17 de noviembre de 2019.

## Posiciones políticas

### Estados Unidos
Tsai apoya las relaciones sólidas y estables entre Taiwán (ROC) y los Estados Unidos. A principios de diciembre de 2016, Tsai mantuvo una llamada telefónica sin precedentes con el presidente electo Donald Trump. Esta fue la primera vez que el presidente de la República de China habló con el presidente o el presidente electo de los Estados Unidos desde 1979.
En enero de 2021, Tsai se reunió por videoconferencia con la embajadora de Estados Unidos ante la ONU, Kelly Craft. Craft dijo: "Discutimos las muchas formas en que Taiwán es un modelo para el mundo, como lo demuestra su éxito en la lucha contra el COVID-19 y todo lo que Taiwán tiene para ofrecer en los campos de la salud, la tecnología y la ciencia de vanguardia ... Estados Unidos apoya a Taiwán y siempre lo hará”. Hablando en Pekín, el portavoz del Ministerio de Relaciones Exteriores de China, Zhao Lijian, dijo: “Ciertos políticos estadounidenses pagarán un alto precio por sus palabras y acciones equivocadas”. En su último día en el cargo más tarde ese mes, Craft llamó a Taiwán "una fuerza para el bien en el escenario mundial: una democracia vibrante, un actor humanitario generoso, un actor responsable en la comunidad mundial de la salud y un vigoroso promotor y defensor de los derechos humanos".

### Relaciones a través del Estrecho

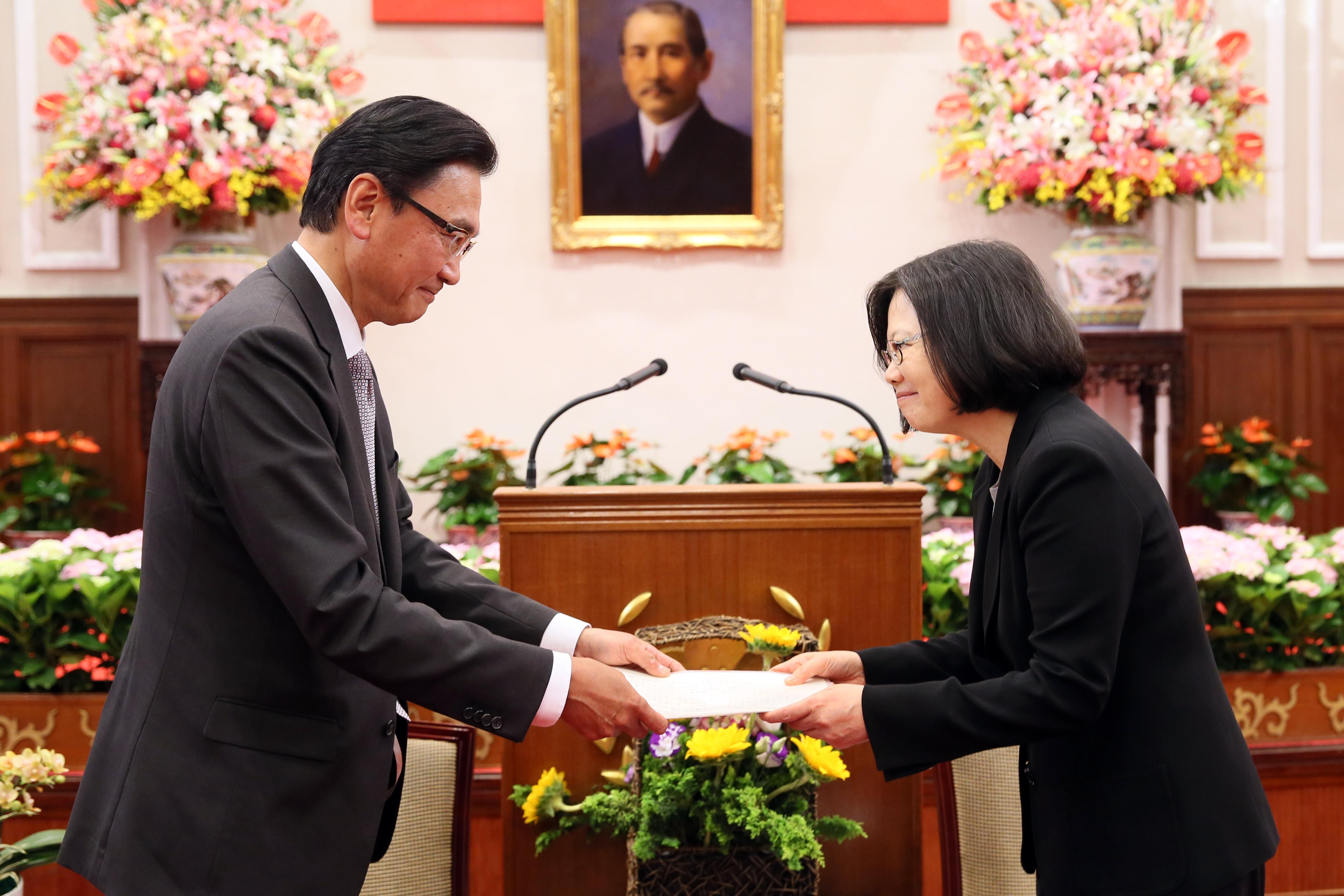
Miembro de la Cámara de Representantes de Japón Keiji Furuya y la presidenta Tsai, 20 de mayo de 2016.

La posición tradicional del PPD sobre el tema de las relaciones a través del Estrecho es que la República de China, ampliamente conocida como Taiwán, ya es un estado independiente que gobierna los territorios de Kinmen, Matsu, las islas Penghu y la isla de Taiwán, lo que hace innecesaria la declaración de independencia. Si bien Tsai nunca se ha apartado fundamentalmente de la línea del partido, su enfoque personal del tema es matizado y evoluciona.
Durante el ciclo de elecciones presidenciales de 2012, Tsai dijo que no estaba de acuerdo con el Consenso de 1992 como base para las negociaciones entre Taiwán y China continental, que tal consenso solo sirvió para reforzar el "Principio de Una China" y que "tal consenso no existe" porque la mayoría del público taiwanés no necesariamente está de acuerdo con este consenso. Ella cree que se deben realizar consultas amplias en todos los niveles de la sociedad taiwanesa para decidir la base sobre la cual avanzar en las negociaciones con Beijing, denominándolo como "consenso de Taiwán". Durante el ciclo electoral de 2016, Tsai fue notablemente más moderada, por lo que "mantener el statu quo" fue la pieza central de la política del partido. Prometió trabajar dentro del marco de gobierno de la República de China además de preservar el progreso logrado en las relaciones a través del Estrecho por gobiernos anteriores, al tiempo que preserva la "libertad y la democracia" para los residentes de Taiwán.
Tsai cree en la importancia de los vínculos económicos y comerciales con China continental, pero se pronunció públicamente en contra del Acuerdo Marco de Cooperación Económica (AMCE), un acuerdo comercial preferencial que incrementó los vínculos económicos entre Taiwán y China continental. Generalmente apoya la diversificación de los socios económicos de Taiwán.
En respuesta a la muerte del premio Nobel de la paz chino Liu Xiaobo, quien murió por insuficiencia orgánica mientras estaba bajo custodia del gobierno de la RPC, Tsai suplicó al gobierno comunista que "demuestre confianza en participar en reformas políticas para que los chinos puedan disfrutar de los derechos otorgados por Dios de la libertad y la democracia".

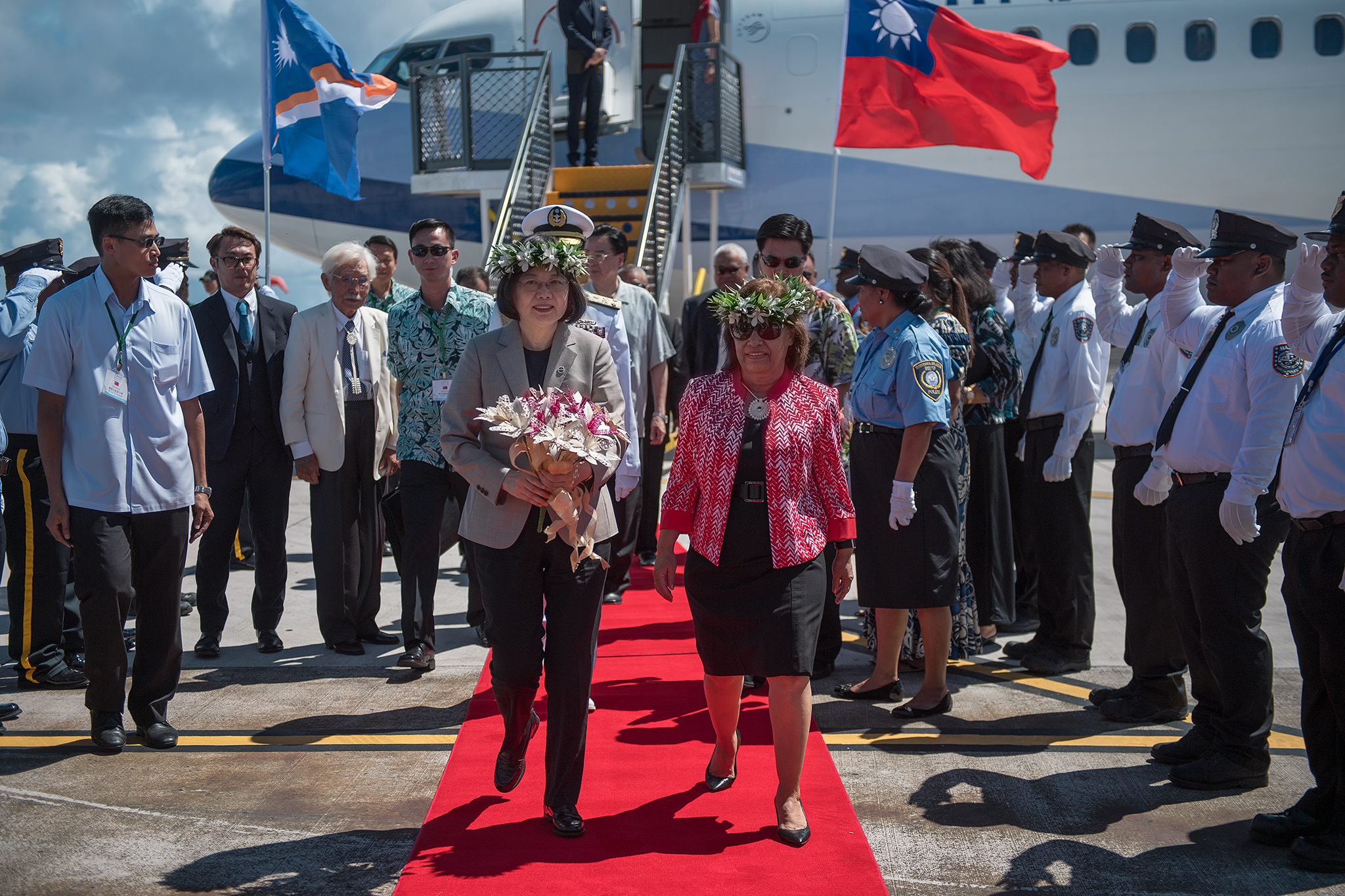
Tsai y la presidenta de las Islas Marshall, Hilda Heine, en octubre de 2017.

Tsai acusó al ejército trol del Partido Comunista de China de difundir noticias falsas a través de las redes sociales para influir en los votantes y apoyar a los candidatos más simpatizantes de Pekín antes de las elecciones locales de Taiwán de 2018.
En enero de 2019, Xi Jinping, secretario general del Partido Comunista Chino (PCCh), había anunciado una carta abierta a Taiwán proponiendo una fórmula de un país, dos sistemas para una eventual unificación. Tsai respondió a Xi en un discurso de enero de 2019 afirmando que Taiwán rechaza "un país, dos sistemas" y que debido a que Pekín equipara el Consenso de 1992 con "un país, dos sistemas", Taiwán también rechaza el Consenso de 1992.
Tsai expresó su solidaridad con los manifestantes de Hong Kong y señaló que la democracia de Taiwán se ganó con mucho esfuerzo y debe protegerse y renovarse. Prometiendo que mientras fuera presidenta de Taiwán, nunca aceptaría "un país, dos sistemas", Tsai citó lo que consideraba el constante y rápido deterioro de la democracia de Hong Kong en el transcurso de 20 años.

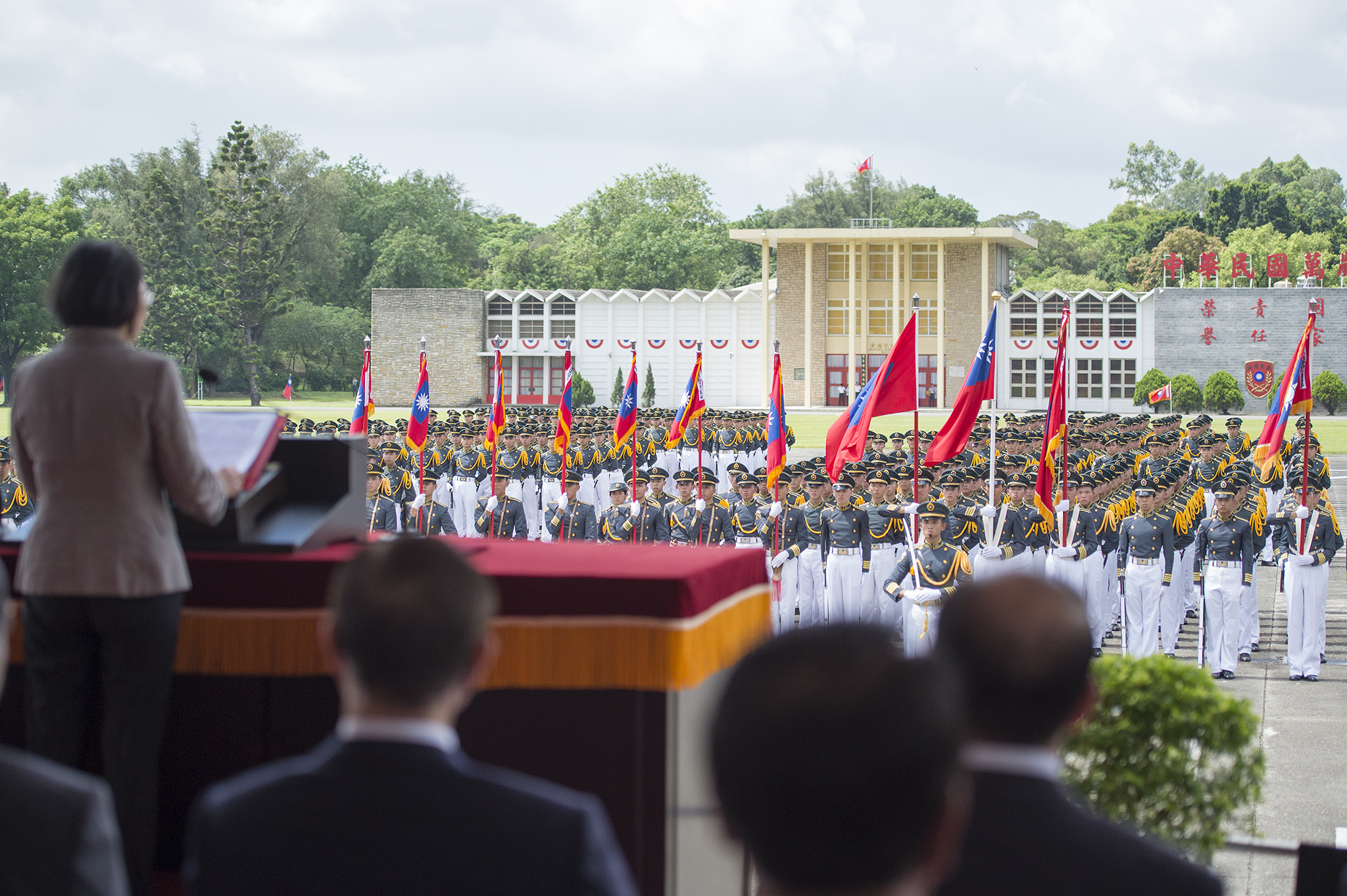
Tsai en la Academia Militar de Whampoa, 16 de junio de 2016.

### Política doméstica
Tsai ha apoyado tradicionalmente a los grupos desfavorecidos de la sociedad, incluidos los pobres, las mujeres y los niños, los pueblos indígenas taiwaneses y los grupos LGBT. Ella está a favor de la acción del gobierno para reducir el desempleo, introduciendo incentivos para el espíritu empresarial entre los jóvenes, ampliando la vivienda pública y el apoyo para el cuidado de niños ordenado por el gobierno. Ella apoya la transparencia del gobierno y una gestión fiscal más prudente y disciplinada.
Tsai abogó por el no partidismo del presidente del Yuan Legislativo, el aumento en el número de escaños "en general" en la legislatura, la ampliación de la participación entre todos los partidos políticos y grupos de interés. Ella apoya la reparación proactiva del daño causado a los grupos aborígenes taiwaneses, así como las acciones del gobierno en el Incidente del 28 de febrero y durante la fase del Terror Blanco. También ha pedido la despolarización de la política taiwanesa y aboga por un enfoque más abierto y basado en el consenso para abordar los problemas y aprobar leyes.

### Derechos LGBT

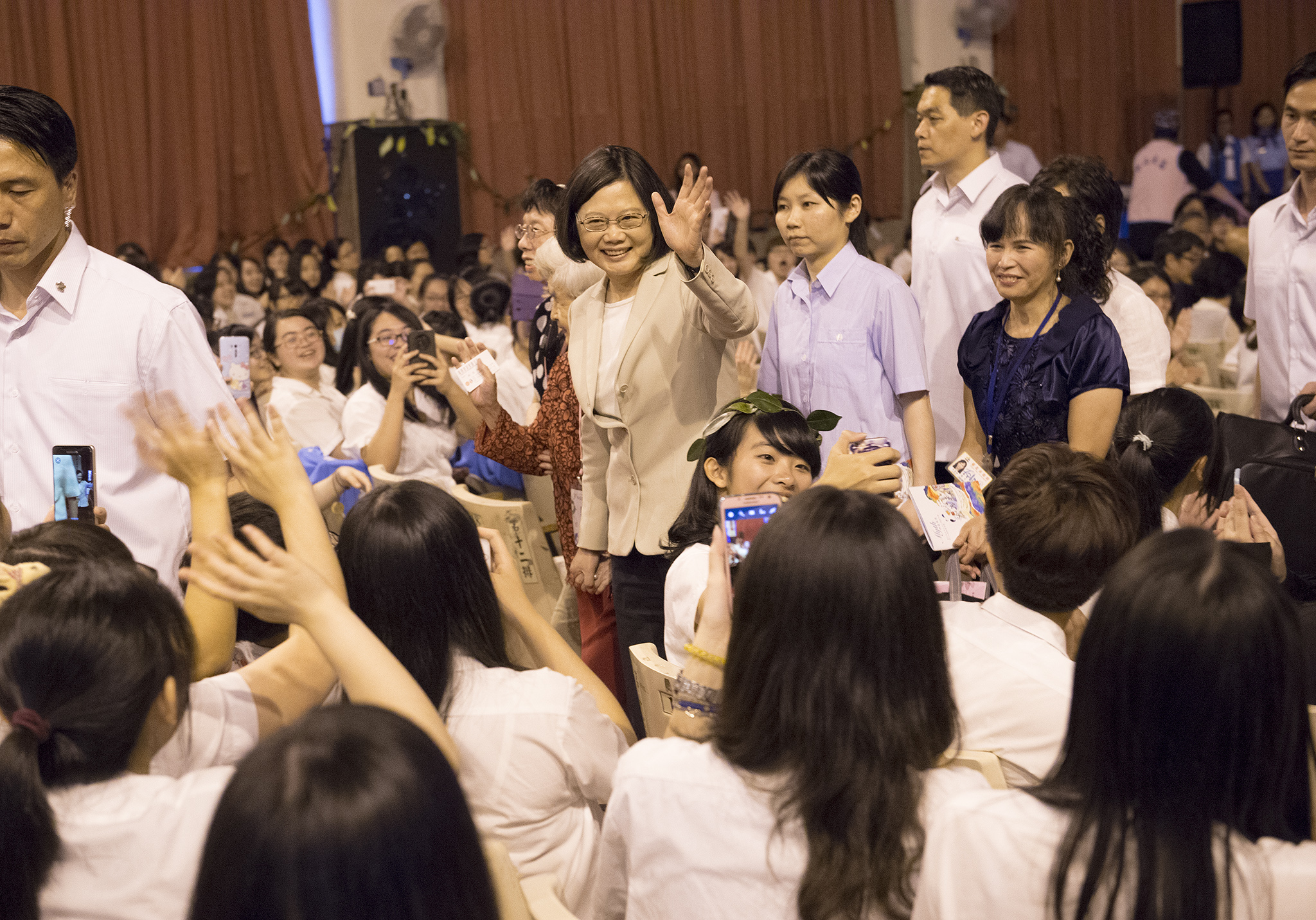
Tsai asistiendo a su antigua escuela secundaria para niñas en Zhongshán, Taipéi, junio de 2016.

Tsai apoya los derechos LGBT y ha respaldado la legalización del matrimonio entre personas del mismo sexo en Taiwán. El 21 de agosto de 2015, el día del Festival Qi xi anual, lanzó un video de campaña en el que aparecían tres actores de parejas del mismo sexo. El 31 de octubre de 2015, cuando se celebró en Taipéi el mayor desfile del orgullo gay de Asia, Tsai expresó su apoyo al matrimonio entre personas del mismo sexo. Publicó un video de 15 segundos en su página de Facebook que decía "Soy Tsai Ing-wen y apoyo el matrimonio igualitario" y "Que todos puedan amar libremente y buscar la felicidad". Sin embargo, durante su presidencia, Tsai retrasó el proceso para legalizar el matrimonio entre personas del mismo sexo debido a la oposición de grupos conservadores y religiosos. Después del referéndum taiwanés de 2018, Tsai llevó al gobierno a legalizar el matrimonio entre personas del mismo sexo fuera del Código Civil.

## Presidencia

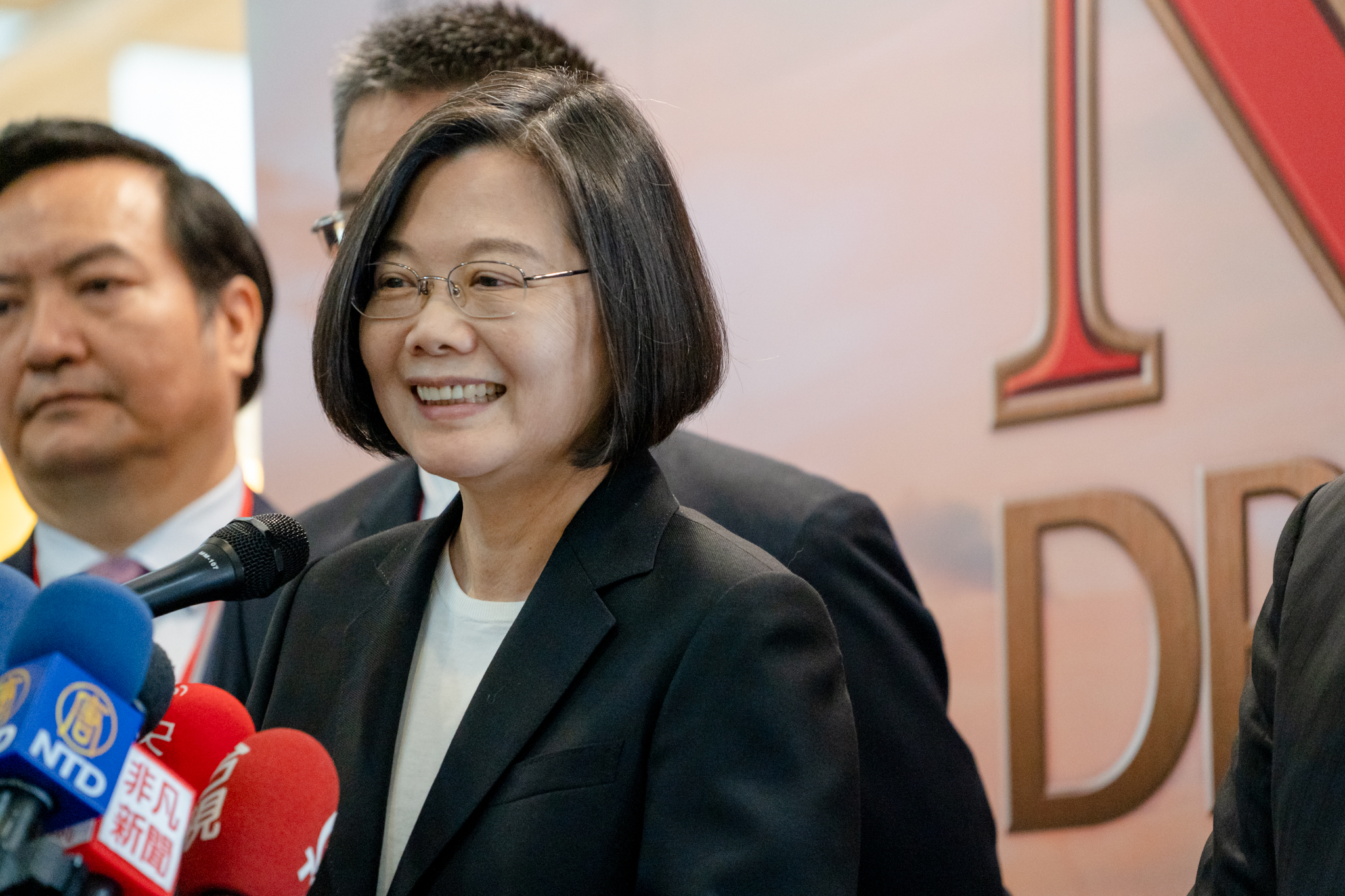
La presidenta Tsai asistiendo al 108 Grupo de Personas Responsables Antidrogas en junio de 2019.

En el discurso de inauguración de su primer mandato, Tsai declaró objetivos políticos como la reforma de las pensiones, el cuidado a largo plazo de los ancianos, la justicia de transición y la reforma judicial. Describió una política económica de diversificación a través de la Nueva Política Hacia el Sur, así como la priorización de industrias innovadoras. En cuanto a la política a través del Estrecho, reconoció el Consenso de 1992 sin estar de acuerdo con él y pidió que continuara el diálogo a través del Estrecho.
En su segundo discurso de toma de posesión, Tsai describió sus principales objetivos en su segundo mandato, incluida la institución de un sistema de jueces legos, la reducción de la edad para votar de 20 a 18 años y el establecimiento de una comisión de derechos humanos bajo el Yuan de Control. También describió su política económica, que incluía la transición de la fabricación a las industrias de alta tecnología, con un enfoque en las industrias existentes de semiconductores y tecnología de la información y las comunicaciones, ciberseguridad, biotecnología y atención médica, producción nacional de equipos militares, energía verde e industrias estratégicamente críticas. Propuso objetivos para la reforma de la defensa, incluido un enfoque en la guerra asimétrica, el mantenimiento de una fuerza militar de reserva y la reforma en la gestión para reflejar una sociedad democrática. En cuanto a las cuestiones a través del Estrecho, rechazó explícitamente el modelo de un país, dos sistemas propuesto por Pekín y expresó el deseo de que ambas partes coexistan pacíficamente.

### Política de defensa y equipo nacional
Bajo la administración de Tsai, el gasto militar ha aumentado en Taiwán en relación con el PIB. El presupuesto de defensa se fijó en $327 mil millones NTD en 2018 y $346 mil millones en 2019. El presupuesto de defensa en 2020 se fijó en $411 mil millones NTD, estimado en el 2,3% del PIB, lo que representa un aumento del 8,3% en el gasto total con respecto al año anterior y un aumento del 0,2% en el porcentaje del PIB. En 2021 se fijó en $453 mil millones NTD, estimado en el 2,4% del PIB, y un aumento del 4,4% con respecto al año anterior.

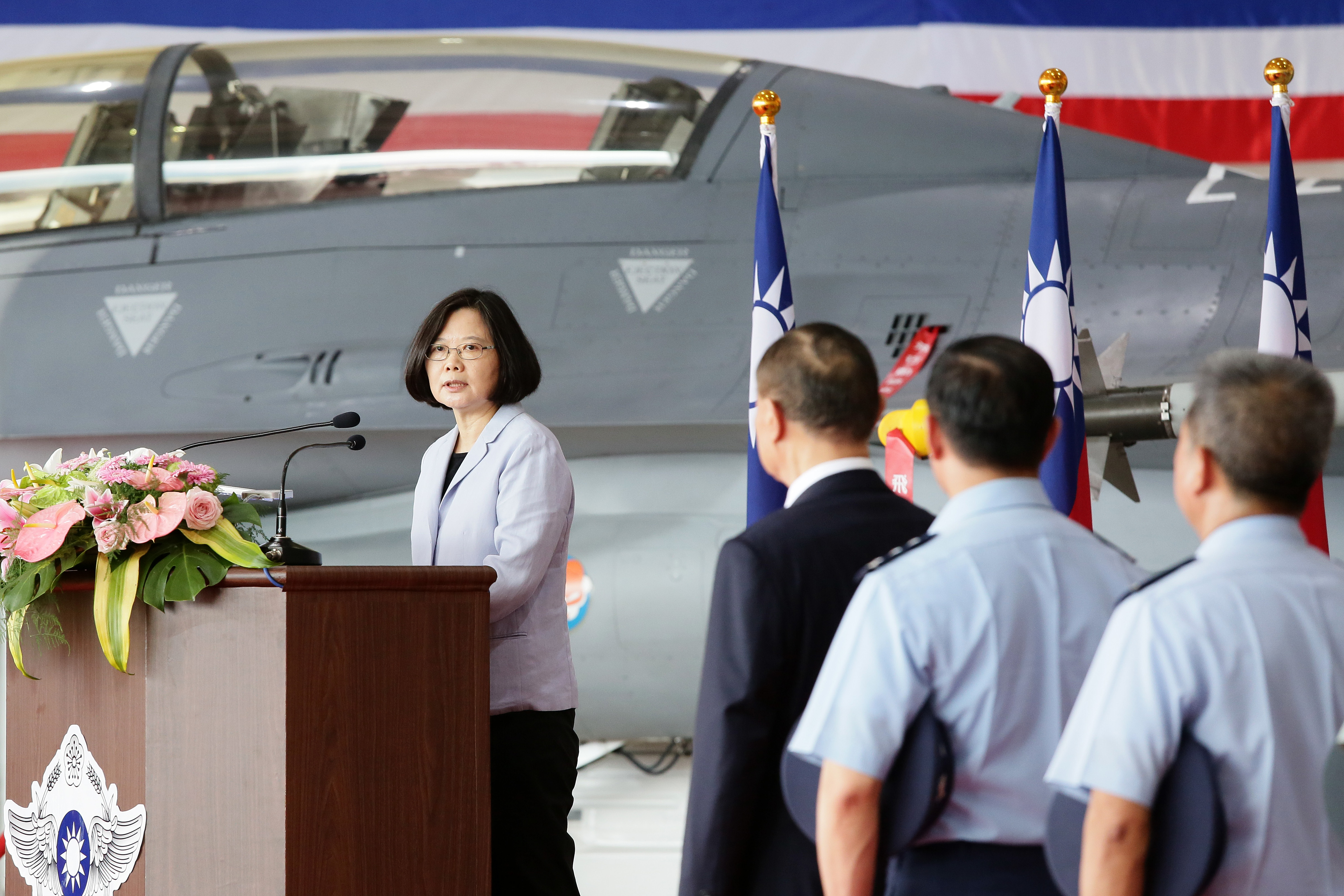
Visita de Tsai a la base de Hualien Jiashan.

Su administración también se ha centrado en la autosuficiencia defensiva y en el desarrollo de industrias nacionales, como las de submarinos y misiles. El avión de entrenamiento de fabricación nacional AIDC T-5 Brave Eagle, cuyo desarrollo comenzó en 2017, realizó con éxito su primer vuelo de prueba en 2020. El 29 de junio de 2020, Tsai anunció medidas para apuntalar las reservas militares de Taiwán, incluida la asignación del mismo equipo de combate que los miembros activos del servicio y la sincronización de la movilización. El primer barco de colocación rápida de minas de producción nacional se entregó el 4 de agosto de 2020, y la construcción de un submarino diésel de fabricación nacional comenzó en noviembre de 2020. El primer muelle de transporte anfibio de fabricación nacional de la marina se inauguró el 13 de abril de 2021; nombrado Yu Shan por la montaña con el mismo nombre y construido por CSBC, reemplazará al envejecido ROCN Hsu Hai (anteriormente el USS Pensacola).
El 11 de marzo de 2022, un soldado de la fuerza especial le escribió a Tsai, informando que el suministro logístico básico insuficiente obligó a los combatientes a comprar equipos de proveedores externos a su cargo durante dos años, y luego fueron descalificados como no estándar tras la inspección, en contraste con la reserva recibiendo nuevos conjuntos; y apeló a que se suprima la obligatoriedad de escribir un diario para el examen. El documento clasificado "2022006470" se filtró ilegalmente desde el palacio presidencial a los medios de comunicación con su identidad expuesta el 18 de marzo. El entonces ministro de Defensa Nacional, Chiu Kuo-cheng, reaccionó: "No dejaré que se salga con la suya". ¡Arregla al bebé que llora!"; pero luego aclaró después de ser cuestionado por los miembros del parlamento en el Yuan Legislativo, que simplemente le disgusta el comportamiento cobarde a sus espaldas y la crítica injusta al personal preparatorio. El caso planteó la preocupación de la sociedad sobre la práctica del procedimiento operativo estándar sobre la violación de la seguridad de los datos en la oficina presidencial.

### Relaciones diplomáticas

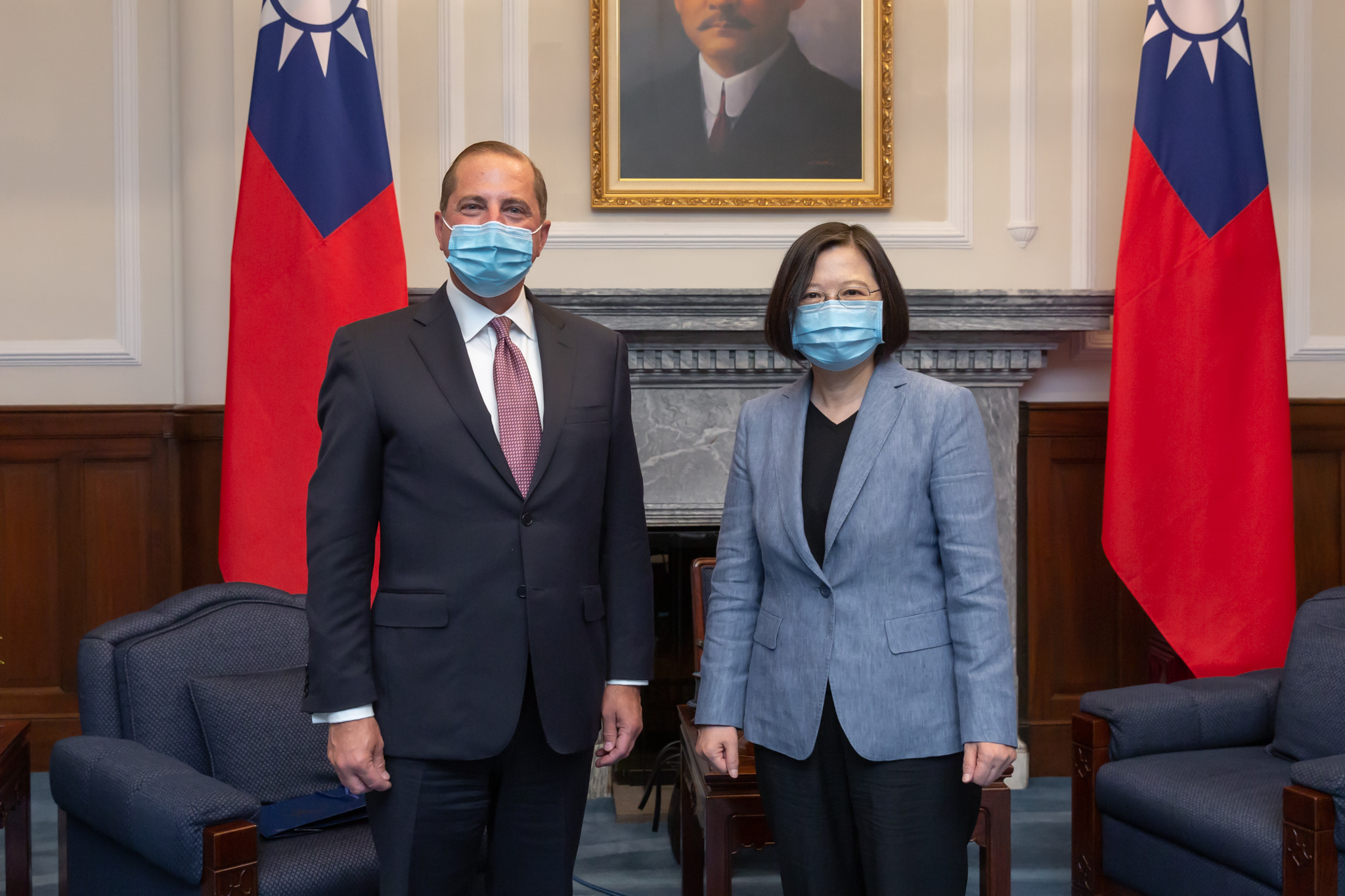
El secretario de Salud y Servicios Humanos de EE. UU., Alex Azar, reunido con Tsai Ing-wen.

Bajo Tsai, varios países que reconocieron oficialmente a la República de China (ROC) cambiaron el reconocimiento a la República Popular de China (RPC): Santo Tomé y Príncipe en 2016, Panamá en 2017, República Dominicana y El Salvador en 2018, y las Islas Salomón en 2019. Esto continuó una tendencia que se detuvo temporalmente bajo una "tregua diplomática" no oficial durante la administración de Ma Ying-jeou, donde la República Popular China dejó de cortejar a los aliados diplomáticos oficiales de la República de China.
Al mismo tiempo, la administración Tsai vio avances en las relaciones no oficiales de Taiwán con Estados Unidos. El 9 de agosto de 2020, el secretario de Salud y Servicios Humanos de los Estados Unidos, Alex Azar, de la administración Trump, se convirtió en el primer miembro del gabinete de más alto nivel en visitar Taiwán desde la ruptura diplomática entre la República de China y los Estados Unidos en 1979. En abril de 2021, el embajador de Estados Unidos en Palaos realizó una visita oficial a Taiwán, la primera vez que un embajador de Estados Unidos lo hacía desde que Estados Unidos cambió el reconocimiento de la República de China a la República Popular China en 1979. En el mismo mes, el presidente de los Estados Unidos, Joe Biden, también envió a Taiwán una delegación oficial que incluía al exsenador Chris Dodd.

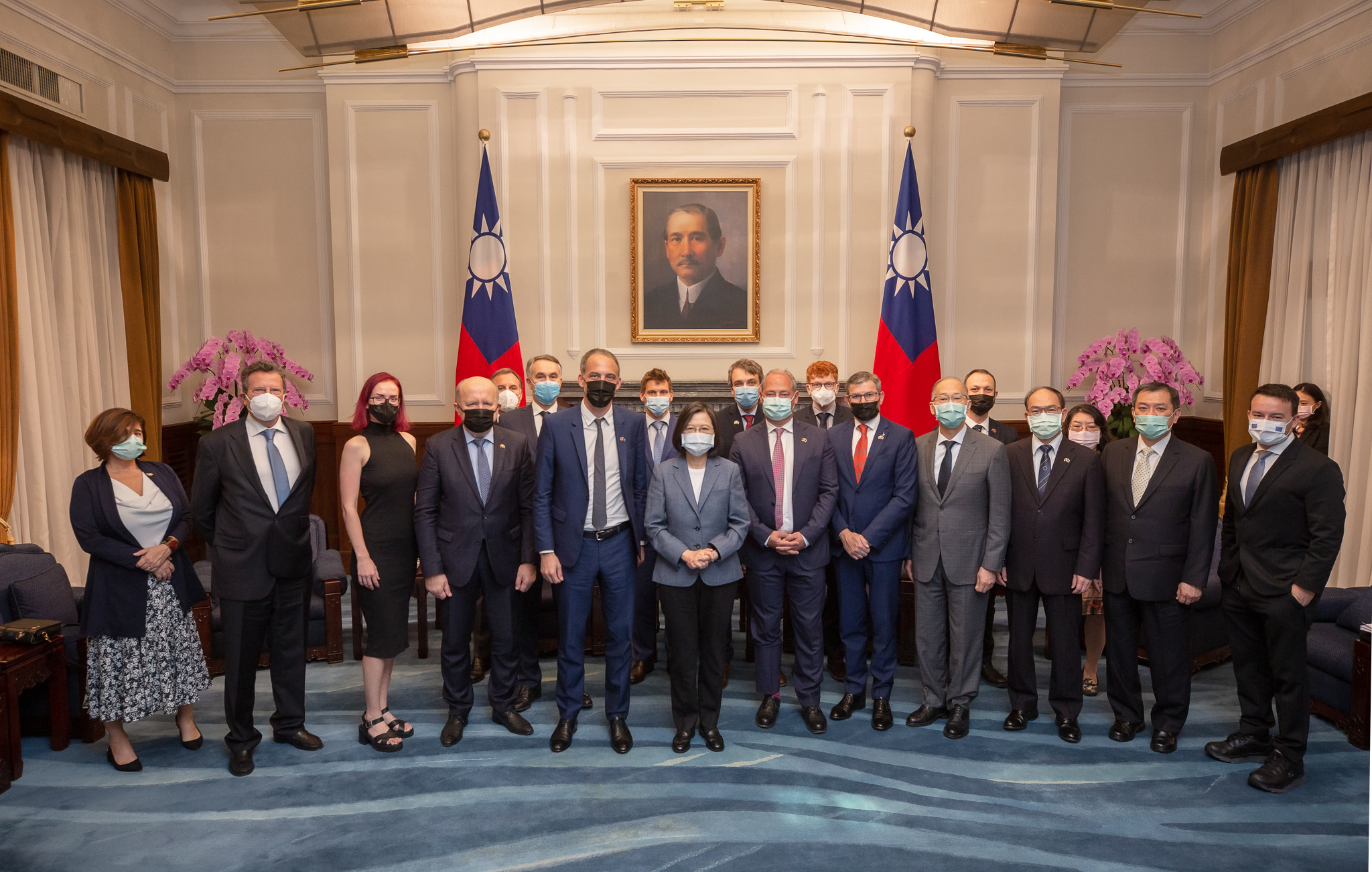
Tsai reunida con la primera delegación oficial del Parlamento Europeo en Taiwán, el 4 de noviembre de 2021.

El 3 de noviembre de 2021 llegó a Taiwán la primera delegación oficial de la Unión Europea encabezada por el eurodiputado francés Raphaël Glucksmann, y compuesta por los eurodiputados lituanos Andrius Kubilius y Petras Auštrevičius, la eurodiputada checa Markéta Gregorová, el eurodiputado austríaco Andreas Schieder, el eurodiputado griego Georgios Kyrtsos y el eurodiputado italiano Marco Dreosto. La visita siguió a una gira oficial por Europa Central del ministro de Relaciones Exteriores de Taiwán Joseph Wu, que incluyó una visita no oficial a Bruselas.

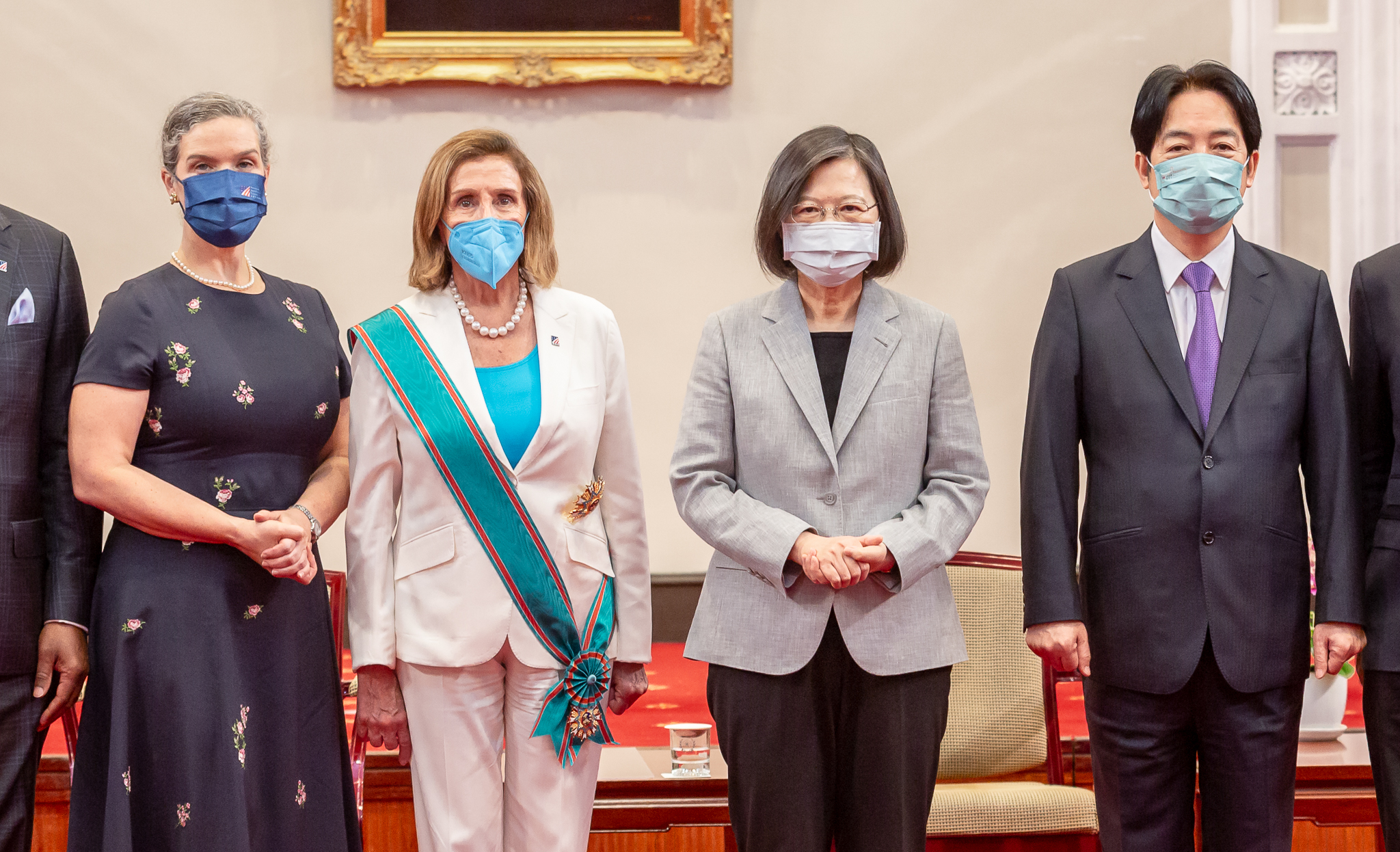
Nancy Pelosi después de recibir la Orden de la Nube Propicia con Gran Cordón Especial, en compañía de la presidenta Tsai.

### Política a través del estrecho
Durante su primer discurso de inauguración, Tsai reconoció que se llevaron a cabo las conversaciones en torno a la Cumbre de 1992, pero no está de acuerdo con que ambas partes hayan llegado a un "consenso". Atribuyó a las conversaciones el estímulo de 20 años de diálogo e intercambio entre las dos partes. Esperaba que los intercambios continuaran sobre la base de estos hechos históricos, así como de la existencia del sistema constitucional de la República de China y la voluntad democrática del pueblo taiwanés. En respuesta, Pekín calificó la respuesta de Tsai como un "documento de prueba incompleto" porque Tsai no estaba de acuerdo con el contenido del Consenso de 1992. El 25 de junio de 2016, Pekín suspendió las comunicaciones oficiales a través del Estrecho, y cualquier intercambio a través del Estrecho restante a partir de entonces tuvo lugar a través de canales no oficiales.
En enero de 2019, Xi Jinping, secretario general del Partido Comunista Chino (PCCh), escribió una carta abierta a Taiwán, proponiendo una fórmula de un país, dos sistemas para una eventual unificación. Tsai respondió a Xi en un discurso de enero de 2019 afirmando que Taiwán rechaza "un país, dos sistemas" y que debido a que Pekín equipara el Consenso de 1992 con "un país, dos sistemas", Taiwán también rechaza el Consenso de 1992. Durante su segundo discurso de inauguración, Tsai rechazó explícitamente un país, dos sistemas y reafirmó su postura anterior de que los intercambios a través del Estrecho deben realizarse sobre la base de la paridad entre las dos partes. Además, comentó que las relaciones a través del Estrecho habían llegado a un "punto de inflexión histórico".
El 10 de octubre de 2021, durante su discurso en el Día del Doble Décimo, la presidenta Tsai rechazó solemnemente la idea de "unificación completa de la patria china" a través de una unificación pacífica bajo "un país, dos sistemas" propuesta por el líder chino Xi Jinping en el día del 72. Aniversario de la fundación de la República Popular China. Insistió en que "los dos lados (la República de China y la República Popular China) del Estrecho de Taiwán no se pertenecen" (海峽兩岸互不隸屬).

### Política energética
La administración de Tsai ha declarado un objetivo de suministro de electricidad del 20% a partir de energías renovables, el 30% a partir de carbón y el 50% a partir de gas natural licuado para 2025.

#### Energía verde
Los proyectos de ley bajo el paraguas de la iniciativa de infraestructura prospectiva se han utilizado para financiar iniciativas de energía verde. La administración planea instalar 1 000 aerogeneradores en tierra y mar adentro y ha contratado a Ørsted de Dinamarca para instalar 900 MW de capacidad y wpd de Alemania para instalar 1 GW de capacidad. El primer parque eólico marino de Taiwán, Formosa I, que consta de 22 turbinas eólicas que se espera que produzcan 128 MW de energía, empezó a operar a fines de 2019. El gobierno también compró 520 MW de capacidad solar en 2017 y más de 1 GW en 2018; la capacidad total era de 2,8 GW a finales de 2018, y el gobierno tenía previsto desplegar 1,5 GW adicionales de energía solar en 2019 y 2,2 GW en 2020.

#### Desintegración de Taipower
El gobierno aprobó enmiendas a la Ley de Electricidad el 20 de octubre de 2016 para dividir el monopolio estatal Taipower en subsidiarias y liberalizar aún más el sector eléctrico al permitir que las empresas vendan electricidad a los usuarios directamente en lugar de venderla a través de Taipower. En particular, se separarán las divisiones de generación y distribución de Taipower. Entre las motivaciones declaradas para la liberalización estaba permitir la compra directa de energía verde por parte de los consumidores. El plan también incluía controles de emisiones, la creación de una agencia reguladora, márgenes de reserva obligatorios (exentos para las empresas de energía verde que recién se inician) y medidas para la estabilización de precios. El plan fue recibido con protestas por parte de los empleados de Taipower.

#### Energía nuclear

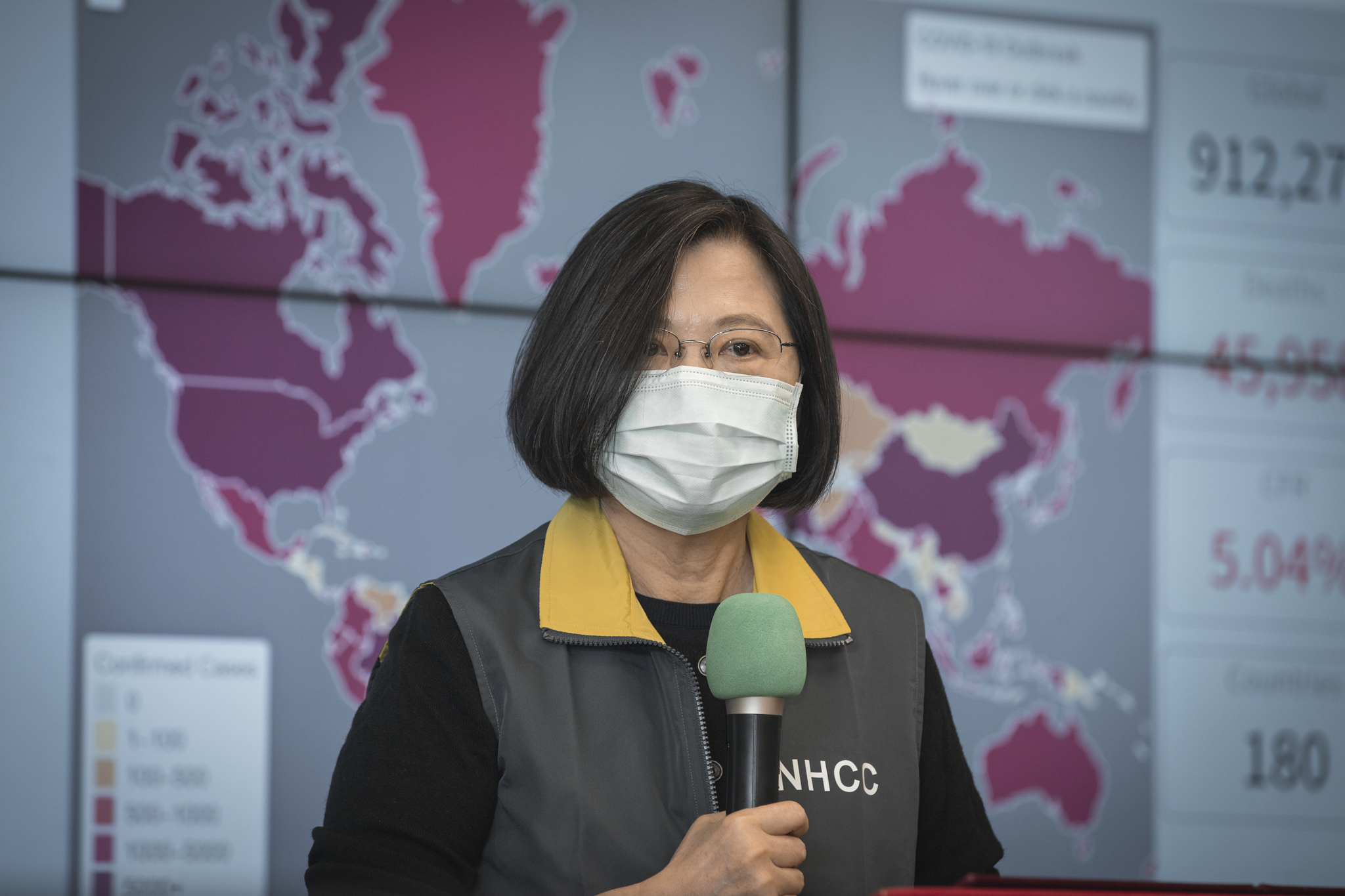
La presidenta Tsai durante la pandemia de COVID-19 en Taiwán.

Tsai hizo campaña con la promesa de hacer de Taiwán un país libre de lo nuclear para 2025, que se codificó como ley el 11 de enero de 2017 a través de enmiendas a la Ley de Electricidad. Un apagón debido a un error operativo no relacionado ha llevado a algunos a cuestionar la eliminación nuclear. Según los resultados del referéndum de 2018, esta disposición fue derogada el 7 de mayo de 2019. No obstante, la administración ha mantenido el objetivo de eliminar gradualmente la energía nuclear. El controvertido sitio de desechos nucleares en la Isla de las Orquídea y los peligros de las plantas de energía nuclear en un área de actividad sísmica (Taiwán se encuentra en una región del mundo muy propensa a grandes terremotos y tsunamis) como lo que sucedió en Fukushima en Japón en 2011 influyeron en Tsai y su parte para hacer de Taiwán libre de energía nuclear para 2025. Si bien el referéndum de energía nuclear garantizó que la energía nuclear no sería abolida en 2018, Tsai decidió no renovar las licencias de las tres plantas de energía nuclear restantes que expirarían después de 40 años. De las tres plantas de energía nuclear activas a partir de 2016, la planta de energía nuclear de Jinshan se cerró en julio de 2019, la planta de energía nuclear de Kuosheng se cerrará en marzo de 2023 y la última planta de energía nuclear que se cerrará será la planta de energía nuclear de Maanshan en mayo de 2025.

### Infraestructura con visión de futuro
El 5 de julio de 2017, el Yuan Legislativo aprobó el primer proyecto de ley de infraestructura con visión de futuro. El proyecto de ley proporcionó $420 mil millones NTD en fondos durante un período de 4 años para proyectos de infraestructura en infraestructura de tren ligero, infraestructura de suministro de agua, medidas de control de inundaciones y energía verde, desarrollo de talentos, infraestructura urbana y rural, infraestructura digital y seguridad alimentaria. Otros proyectos incluyen mejorar la seguridad y la estética vial, parques industriales de orientación local, centros de recreación, ciclovías y centros de servicios públicos para atención a largo plazo.

### Reforma judicial

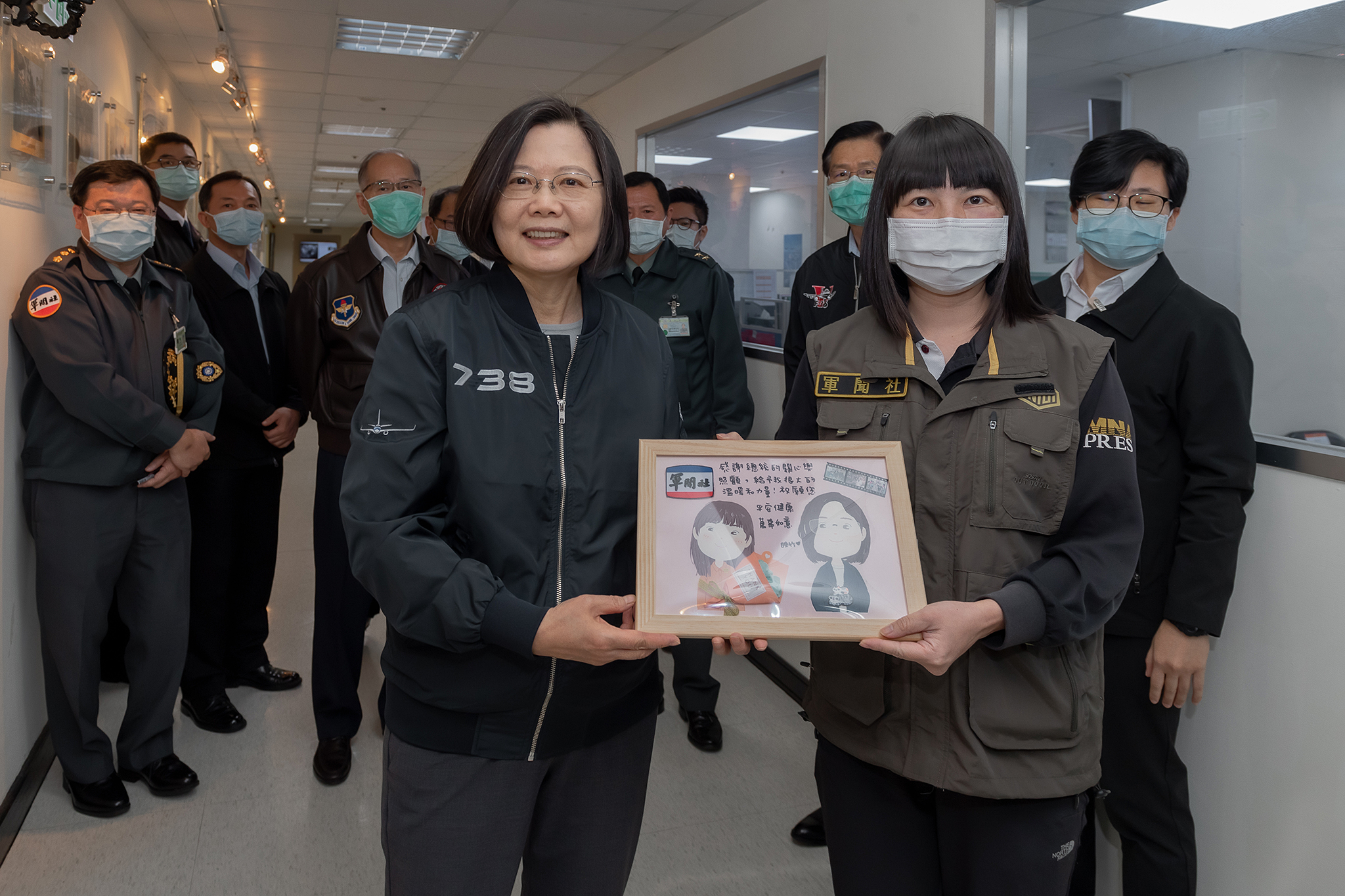
Tsai recibiendo un dibujo de regalo.

La administración de Tsai propuso un sistema de jueces ciudadanos inspirado en el sistema japonés de jurado propuesto por el Partido del Nuevo Poder. La Ley de Jueces Ciudadanos se aprobó el 22 de julio de 2020, instituyendo un sistema de jueces ciudadanos con tres jueces profesionales junto con seis jueces ciudadanos. Está previsto que la ley entre en vigor en 2023.

### Reforma laboral
El 1 de enero de 2017 entró en vigor la Ley de Normas Laborales modificada (comúnmente conocida como 一例一休 pinyin: Yīlì yīxiū), que fue aprobada el 6 de diciembre de 2016 por el poder legislativo. Las modificaciones estipularon, con algunas excepciones, una semana laboral de 40 horas, cinco días, con un día de descanso obligatorio y un día de descanso flexible. En el día de descanso flexible, los trabajadores pueden trabajar por pago de horas extras, y el día de descanso obligatorio garantiza que los trabajadores no puedan trabajar más de seis días seguidos. Las enmiendas también redujeron el número de feriados nacionales de 19 a 12, eliminando el Día de la Juventud, el Día del Maestro, el Día de la Retrocesión, el cumpleaños de Chiang Kai-shek, el cumpleaños de Sun Yat-sen, el Día de la Constitución y el día siguiente al Día de Año Nuevo. Antes de las enmiendas, la Ley de Normas Laborales estipulaba un máximo de 84 horas de trabajo en cualquier período de 14 días. Las enmiendas fueron recibidas con protestas de los grupos laborales, quienes se opusieron a la reducción de los feriados nacionales y exigieron que el trabajo en días de descanso flexibles resultara en días de vacaciones compensatorias además del pago de horas extras.
Después de entrar en vigor, las enmiendas fueron criticadas por su falta de flexibilidad, lo que resultó en una disminución neta en el salario total y un aumento en el costo de vida, y por tener un esquema demasiado complicado para calcular el pago de horas extras, lo que llevó a la administración a revisar aún más la Ley de Normas Laborales. El 1 de marzo de 2018 entró en vigor la segunda revisión de la Ley de Normas Laborales. Las revisiones relajaron las normas anteriores al estipular dos días de descanso obligatorio por cada período de 14 días en lugar de un día de descanso obligatorio por cada período de 7 días, lo que significa que los trabajadores podían trabajar durante 12 días seguidos. Las revisiones también simplificaron la fórmula para el pago de horas extraordinarias. Las revisiones fueron respondidas con protestas y huelgas de hambre por parte de grupos laborales.

### Lenguas nacionales
La administración Tsai tomó medidas para preservar las lenguas que enfrentaban una crisis de herencia y para ponerlos en pie de igualdad con el mandarín. Anteriormente, el único idioma nacional era el mandarín; Durante su administración, los idiomas nacionales de Taiwán finalmente se ampliaron para incluir el mandarín, el hokkien taiwanés, el hakka, 16 lenguas indígenas de Formosa, el lenguaje de señas taiwanés y el dialecto Matsu de Min dong que se habla en las islas Matsu.
La Ley de Desarrollo de lenguas Indígenas entró en vigor el 14 de junio de 2017 y designó 16 lenguas indígenas formosanas como idiomas nacionales. Hakka se convirtió en un idioma nacional a través de enmiendas a la Ley Básica Hakka el 29 de diciembre de 2017. El 25 de diciembre de 2018, la legislatura aprobó la amplia Ley de Desarrollo de Idiomas Nacionales, creando servicios de transmisión para cada idioma nacional de Taiwán, proporcionando intérpretes para todos los idiomas nacionales en la legislatura, garantizando el acceso a los servicios públicos en cada idioma (incluidos los legislativos e introduciendo elecciones electivas) y clases de estos idiomas en las escuelas primarias. La ley también instruyó al gobierno a trabajar con grupos cívicos para crear ortografías estándar para cada idioma nacional y desarrollar un plan para preservar y revitalizar los idiomas amenazados. Además, automáticamente designó, en el Artículo 3, todos los idiomas de todos los grupos étnicos de Taiwán como idiomas nacionales, despejando así el camino para que el hokkien taiwanés, el lenguaje de señas taiwanés y el dialecto Matsu se conviertan en idiomas nacionales.

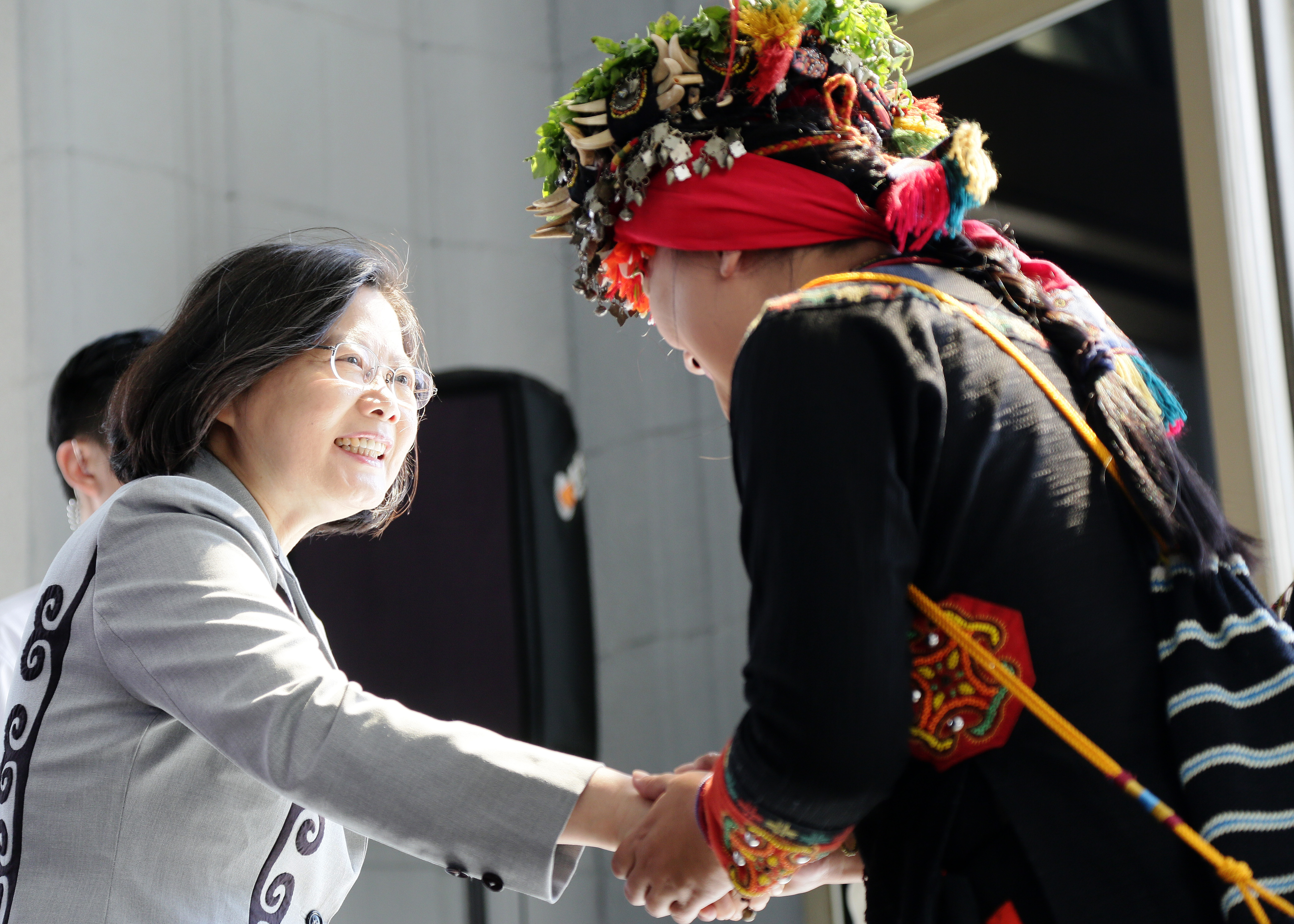
La presidenta Tsai en una ceremonia de disculpa con los pueblos indígenas en nombre del gobierno.

El 15 de agosto de 2019, el gobierno modificó las Reglas de Ejecución de la Ley de Pasaportes para permitir el uso de romanizaciones de nombres en cualquier idioma nacional (hakka, hoklo o lenguas indígenas) en los pasaportes.
El 27 de septiembre de 2021, el legislador Chen Po-wei del Partido para la Construcción del Estado de Taiwán habló en taiwanés durante una sesión en la que cuestionó al Comité de Defensa Nacional y Exterior. El ministro de Defensa Nacional, Chiu Kuo-cheng, respondió pidiéndole a Chen que hablara mandarín para permitir una comunicación más fácil y que no prolongaría la sesión para acomodar el servicio de interpretación, después de lo cual el intercambio se volvió acalorado. Chen luego se disculpó en Facebook y dijo que la barrera del idioma provocó errores contextuales. El servicio de interpretación parlamentaria estipulado por la Ley de desarrollo de idiomas nacionales se suspendió temporalmente a la espera de mejoras.

### Nueva política hacia el sur

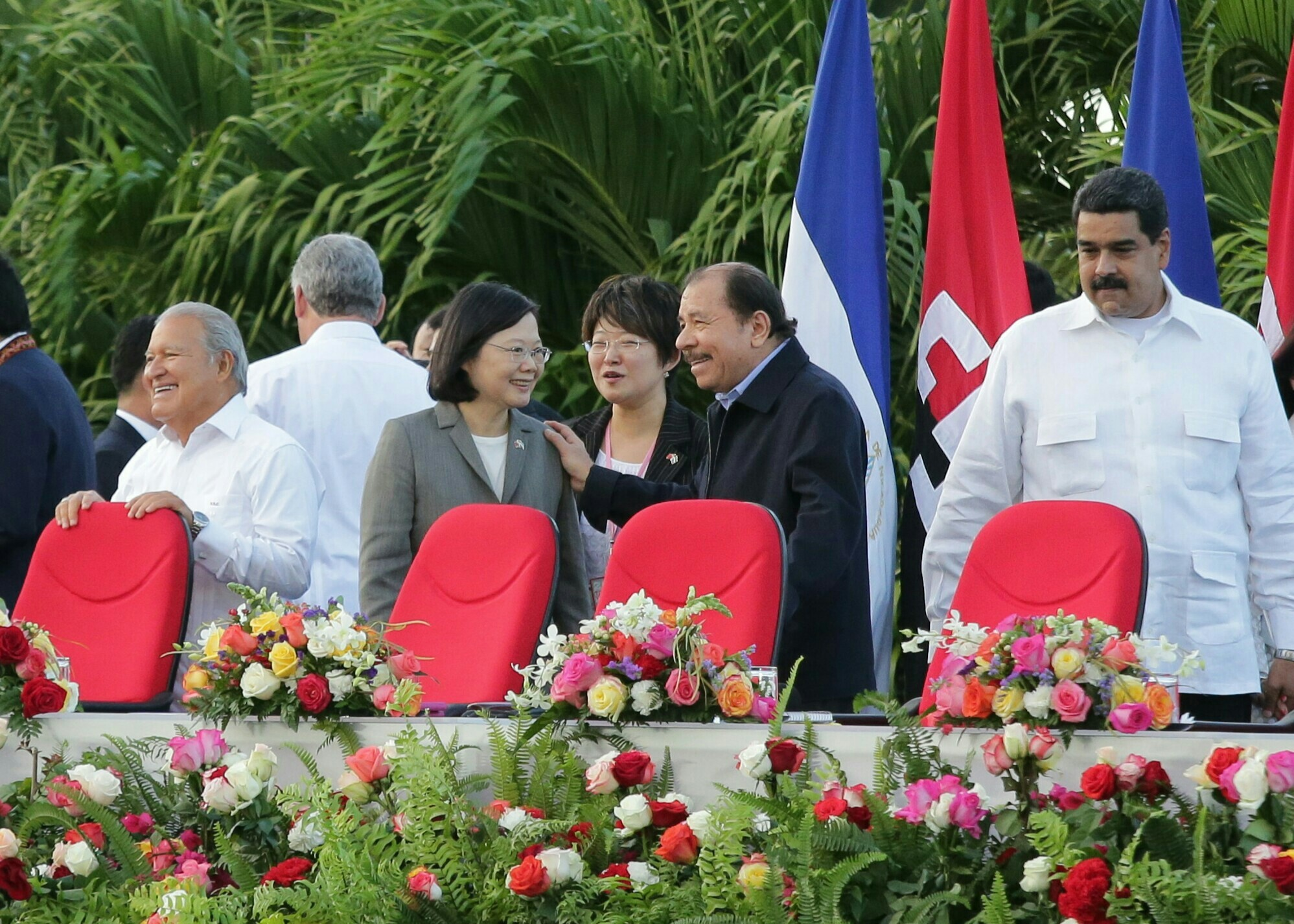
Tsai con el presidente nicaragüense Daniel Ortega, el presidente venezolano Nicolás Maduro y el presidente salvadoreño Salvador Sánchez Cerén en 2017.

La Nueva Política Hacia el Sur se lanzó el 5 de septiembre de 2016 con la intención de hacer que Taiwán sea menos dependiente de China continental y mejorar la cooperación de Taiwán con otros países. Los 18 países a los que se dirige la Nueva Política Hacia el Sur para una mayor cooperación son: Tailandia, Indonesia, Filipinas, Malasia, Singapur, Brunéi, Vietnam, Birmania, Camboya, Laos, India, Pakistán, Bangladés, Nepal, Sri Lanka, Bután, Australia y Nueva Zelanda. La política designó áreas de cooperación en comercio, tecnología, agricultura, medicina, educación y turismo. A mediados de 2019, el gobierno taiwanés anunció que, desde la implementación de la política, el comercio bilateral entre Taiwán y los países seleccionados aumentó un 22%, mientras que la inversión de los países seleccionados aumentó un 60%. Además, la cantidad de pacientes médicos de los países objetivo aumentó en un 50%, la cantidad de visitantes aumentó en un 58% y la cantidad de estudiantes aumentó en un 52%. Durante la pandemia de COVID-19, Taiwán donó 1 millón de cubrebocas a los países a los que se dirige la Nueva Política Hacia el Sur.

### Reforma de pensiones
Los observadores internacionales han señalado que el sistema de pensiones anterior a la reforma de Taiwán debía incumplir en 2030 para los funcionarios públicos y en 2020 para los militares. La reforma de las pensiones se aprobó a través de dos proyectos de ley separados, uno que se ocupa de los funcionarios y maestros de escuela el 27 de junio de 2017 y otro que se ocupa de los veteranos militares el 20 de junio de 2018. El 1 de julio de 2018 entraron en vigor las reformas de las pensiones. Los servidores públicos, al jubilarse, tienen la opción de recibir pensiones en cuotas mensuales sujetas a una tasa de interés preferencial a través de una suma global. Bajo las reformas, la tasa de interés preferencial anterior para quienes optaron por cuotas mensuales se reduciría gradualmente del 18% al 0% en un lapso de 30 meses. Los funcionarios que optaran por una suma global verían reducidos sus tipos de interés del 18% al 6% en un periodo de 6 años. Se estimó que las reformas afectarían a 63 000 veteranos militares, 130 000 servidores públicos y 140 000 maestros de escuela. Las reformas establecieron simultáneamente pensiones mínimas mensuales para maestros y funcionarios públicos en $32 160 NTD y para veteranos militares en $38 990 NTD. Las reformas también elevaron la edad mínima de jubilación de 55 a 60 años, para aumentar en 1 por año hasta que la edad de jubilación alcance los 65 años. Aunque las reformas fueron recibidas con protestas de los jubilados y veteranos del gobierno, las encuestas han demostrado que la mayoría de los taiwaneses están satisfechos con el resultado de las reformas de las pensiones. Luego de una impugnación legal por parte del KMT, el Yuan Judicial encontró constitucional la mayor parte de la reforma de las pensiones, al tiempo que anuló las cláusulas relativas a la suspensión de las pensiones para los jubilados que luego aceptaron empleos en el sector privado.

### Matrimonio del mismo sexo

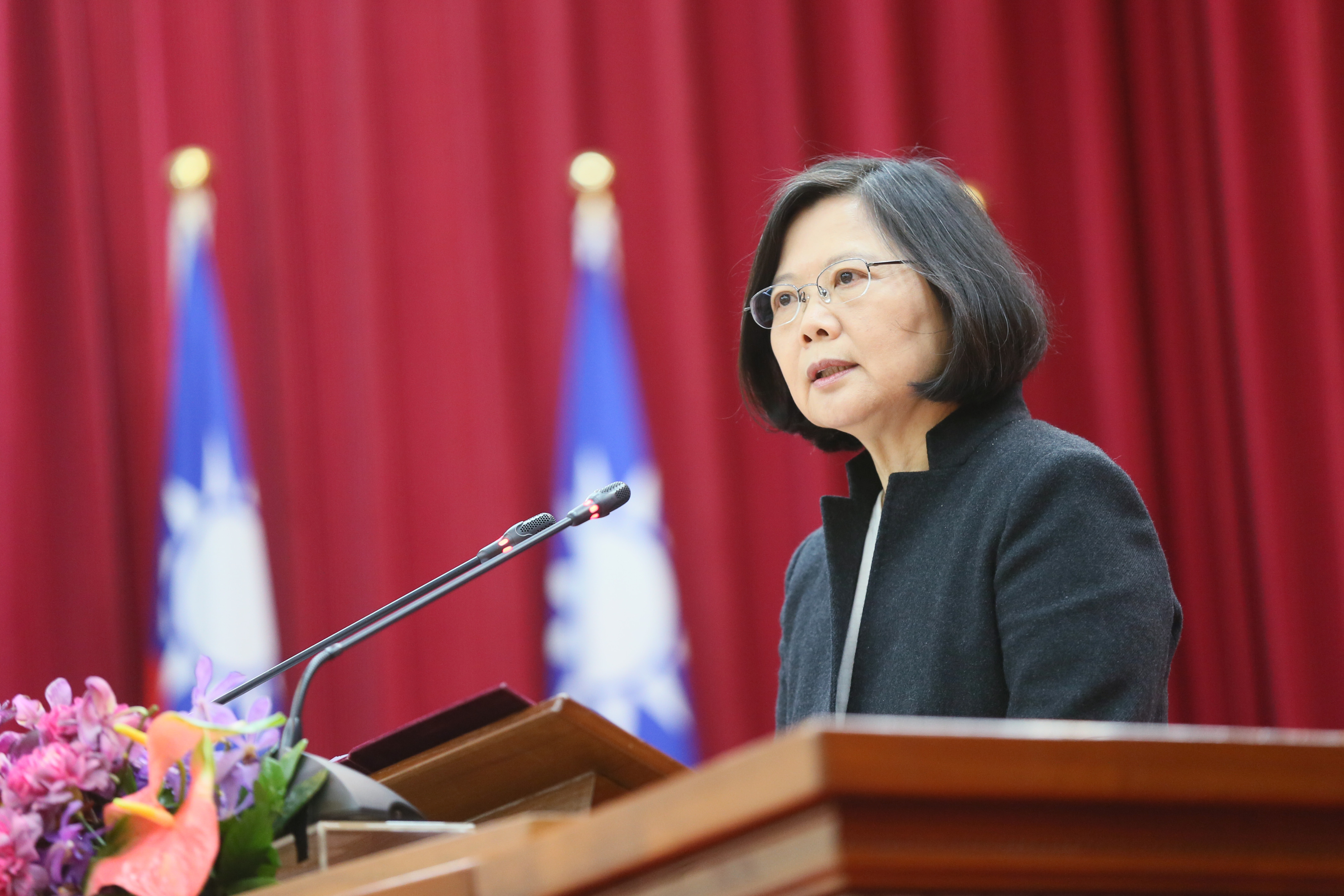
Tsai Ing-wen dando un discurso en enero de 2017.

El 24 de mayo de 2017, el Tribunal Constitucional dictaminó que el derecho constitucional a la igualdad y la libertad de matrimonio garantiza a las parejas del mismo sexo el derecho a contraer matrimonio en virtud de la Constitución de la República de China. El fallo (Interpretación del Yuan Judicial No. 748) dio al Yuan Legislativo dos años para cumplir con las leyes de matrimonio, después de lo cual el registro de tales matrimonios entraría en vigor automáticamente. Tras el fallo, el progreso en la implementación de una ley de matrimonio entre personas del mismo sexo fue lento debido a la inacción del gobierno y la fuerte oposición de algunas personas conservadoras y grupos cristianos. En noviembre de 2018, el electorado taiwanés aprobó referéndums para impedir el reconocimiento de los matrimonios entre personas del mismo sexo en el Código Civil y restringir la enseñanza sobre temas LGBT. El Gobierno respondió confirmando que el fallo de la Corte se implementaría y que los referéndums no podrían respaldar leyes contrarias a la Constitución.
El 20 de febrero de 2019, un proyecto de ley titulado Ley para la Implementación de J.Y. Se publicó la Interpretación No. 748. El proyecto de ley otorgaría a las parejas casadas del mismo sexo casi todos los derechos disponibles para las parejas casadas heterosexuales en virtud del Código Civil, con la excepción de que solo permite la adopción de un niño relacionado genéticamente con uno de ellos. El Yuan Ejecutivo lo aprobó al día siguiente y lo envió al Yuan Legislativo para su revisión acelerada. El proyecto de ley fue aprobado el 17 de mayo, firmado por la presidenta el 22 de mayo y entró en vigor el 24 de mayo de 2019 (el último día posible según el fallo de la Corte).

### Justicia transicional y bienes mal habidos
La Ley de Promoción de la Justicia Transicional (促進轉型正義條例) fue aprobada por el Yuan Legislativo el 5 de diciembre de 2017. La ley buscaba rectificar las injusticias cometidas por el gobierno autoritario del Kuomintang de la República de China en Taiwán, y con este fin estableció la Ley de Transición Comisión de Justicia para investigar las acciones tomadas desde el 15 de agosto de 1945, fecha de la transmisión de la rendición de Hirohito, hasta el 6 de noviembre de 1992, cuando el presidente Lee Teng-hui levantó las Disposiciones Temporales contra la Rebelión Comunista para la Provincia de Fujian, República de China, poniendo fin al período de movilización. Este período de tiempo, en particular, incluye el Incidente del 28 de febrero así como el Terror Blanco. Los principales objetivos del comité incluyen: facilitar el acceso a los archivos políticos, eliminar los símbolos autoritarios, reparar la injusticia judicial y producir un informe sobre la historia del período que delinee los pasos para promover aún más la justicia transicional. Hasta el momento, la comisión ha exonerado a criminales políticos de la era de la ley marcial, ha hecho recomendaciones sobre la eliminación de símbolos autoritarios y ha desclasificado documentos gubernamentales de la era de la ley marcial.
La Ley que rige el manejo de bienes adquiridos ilegalmente por los partidos políticos y sus organizaciones afiliadas se aprobó en julio y Wellington Koo, uno de los principales autores de la ley, fue nombrado presidente del comité en agosto. El objetivo declarado de la ley es investigar los activos estatales que se transfirieron ilegalmente de partidos políticos a privados y afiliados durante la era de la ley marcial y, por lo tanto, se aplica solo a los partidos políticos formados oficialmente antes del final de la ley marcial. Esto limita efectivamente su alcance al KMT, que ha insistido en que ha sido perseguido ilegal e inconstitucionalmente y que la investigación es una caza de brujas política. Sin embargo, el gobernante Partido Progresista Democrático (PPD) sostuvo que los medios son necesarios para lograr la justicia transicional y nivelar el campo de juego para todos los partidos políticos. Hasta el momento, el comité ha determinado que Cuerpo Juvenil de China, Corporación Central Motion Picture., Liga Nacional de Mujeres y la Corporación de Radiodifusión de China eran organizaciones afiliadas al KMT y congelaron sus activos o les ordenaron confiscarlos. El KMT tuvo dificultades para pagar los salarios ya que sus activos fueron congelados durante la investigación.
El KMT cuestionó la constitucionalidad de la Ley de Bienes Obtenidos Ilícitamente, afirmando que la ley privaba a los ciudadanos del derecho a formar partidos políticos al privar a esos partidos de los bienes necesarios para su funcionamiento. En agosto de 2020, la Corte Constitucional dictaminó que la ley era constitucional. En su interpretación, el secretario general del Yuan Judicial, Lin Hui-Huang, escribió que la ley era una forma de justicia de transición y la veía como una medida correctiva para las acciones durante el período de la ley marcial que eran de forma legal pero contrarias a los principios de la democracia constitucional.

## Vida personal y familia

Tsai y su gato viendo un evento deportivo.

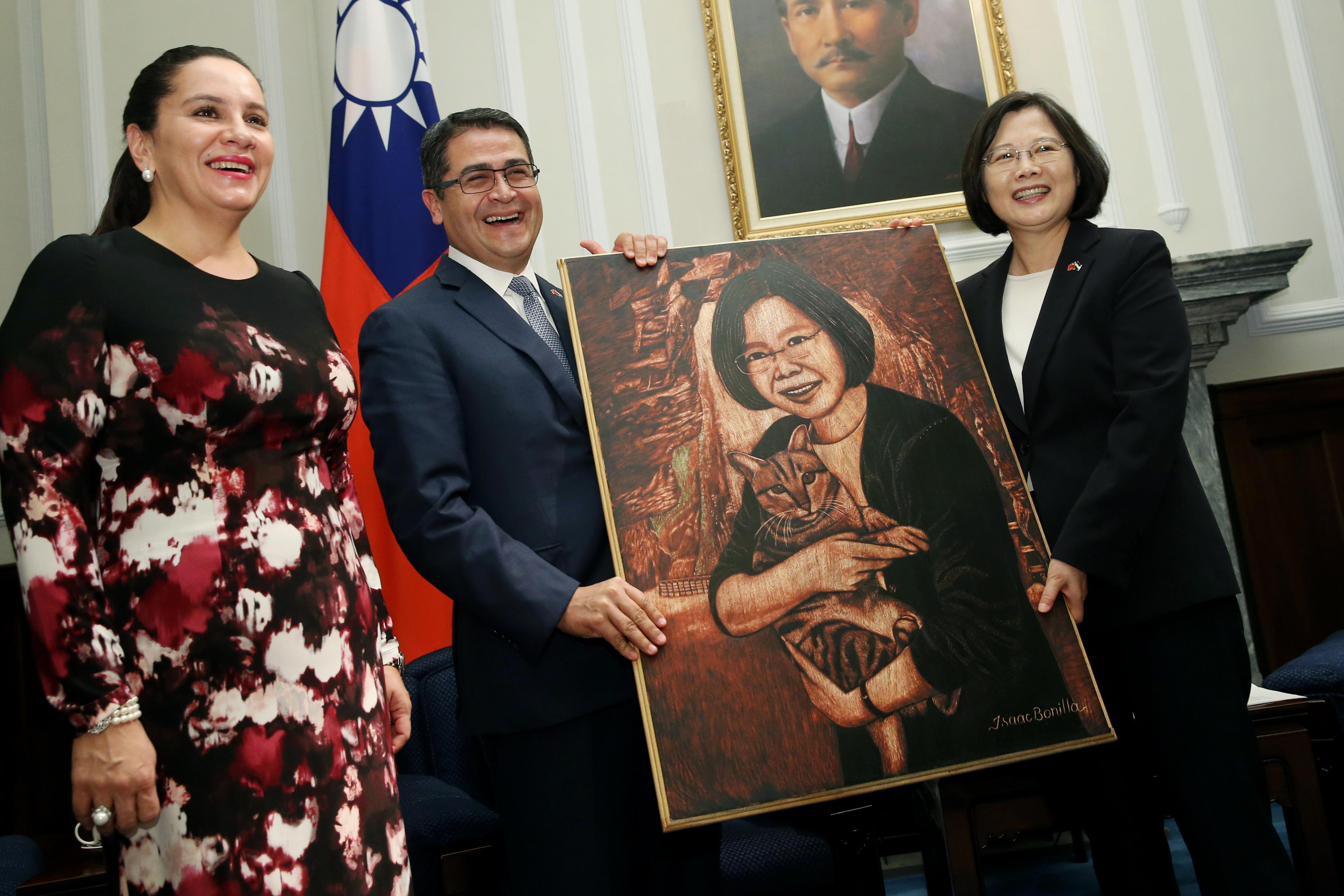
Tsai recibiendo una pintura de ella y uno de sus gatos como regalo del presidente de Honduras, Juan Orlando Hernández.

El abuelo paterno de Tsai provenía de una prominente familia hakka en Fangshan, Pingtung. Su abuela, de Shizi, Pingtung, era descendiente de aborígenes paiwan. El padre de Tsai, Tsai Chieh-sheng (蔡潔生; Cài Jiéshēng) era dueño de un negocio de reparación de automóviles. La madre de Tsai es Chang Chin-fong (張金鳳; Zhāng Jīnfèng), la última de las cuatro amantes de su padre. Tsai es la menor de los cuatro hijos de sus padres. También tiene siete medios hermanos mayores por parte de padre y un medio hermano por parte de madre. Es la primera presidenta taiwanesa de ascendencia aborigen, y la segunda de ascendencia hakka después de Lee Teng-hui.
Tsai no está casada y no tiene hijos, lo que la convierte en la primera presidenta soltera de Taiwán. Se sabe que Tsai es una amante de los gatos, y sus dos gatos, "Think Think" y "Ah Tsai", ocuparon un lugar destacado en su campaña electoral. En octubre de 2016, adoptó a tres perros guía retirados, llamados Bella, Bunny y Maru.
De acuerdo con las prácticas tradicionales chinas de nombres genealógicos, el nombre de Tsai debería haber sido 蔡瀛文, ya que el nombre de su generación es 瀛 (yíng), no 英 (yīng). Sin embargo, su padre creía que el primero tenía demasiados trazos como para que la niña los aprendiera, por lo que la llamaron 英文, que puede traducirse literalmente por sus partes individuales como "heroica" y "literatura". La palabra 英文 es coincidentemente también el nombre chino del idioma inglés, ya que yīng también se usa como una aproximación fonética de la primera sílaba de "Inglaterra". Tsai también tiene un nombre paiwan, Tjuku.

## Condecoraciones
| Fecha | País                   | Condecoración | Condecoración                                                           |
| ----- | ---------------------- | ------------- | ----------------------------------------------------------------------- |
| 2018  | Belice                 |               | Orden de Belice.                                                        |
| 2017  | El Salvador            |               | Gran Cruz con Estrella de Oro de la Orden Nacional José Matías Delgado. |
| 2018  | Suazilandia            |               | Collar de la Orden del Elefante.                                        |
| 2017  | Guatemala              |               | Gran Collar de la Orden del Quetzal.                                    |
| 2018  | Haití                  |               | Gran Cruz de la Orden Nacional de Honor y Mérito.                       |
| 2016  | Honduras               |               | Gran Cruz con Estrella de Oro de la Orden de Francisco Morazán.         |
| 2016  | Paraguay               |               | Gran Collar de la Orden Nacional del Mérito.                            |
| 2019  | San Cristóbal y Nieves |               | Orden de San Cristóbal y Nieves.                                        |